# ایران صفوی
ایران صفوی یا امپراتوری صفوی، به ایران تحت سلطنت دودمان صفوی از سال ۱۵۰۱ تا ۱۷۳۶ میلادی اشاره دارد. از امپراتوری صفوی اغلب به عنوان یکی از امپراتوری‌های باروت و آغاز تاریخ مدرن ایران یاد می‌شود. تغییر مذهب ایرانیان از سنی به شیعه در این دوره به وقوع پیوست. حکومت صفویه در سال ۱۵۰۱ میلادی توسط شاه اسماعیل یکم و بر مبنای بینش و ایدئولوژی صفویان در تبریز بنیان گذاشته شد و آخرین شاه صفوی، شاه سلطان حسین در سال ۱۷۲۲ از هوتکی‌ها شکست خورد و خود را تسلیم آنان کرد. از آن پس تا ۱۴ سال بعد، این دولت به‌طور اسمی برقرار بود؛ تا اینکه در سال ۱۷۳۶ میلادی توسط نادرشاه افشار از انحلال یافت.
در تاریخ ایران پس از فتح ایران توسط مسلمانان، سلسله صفوی نقطه عطفی محسوب می‌شود. پس از قرن‌ها حکومت پادشاهان غیرایرانی، کشور به قدرتی مستقل در جهان اسلام تبدیل شد.
صفویان دودمانی ایرانی و از نسل صوفیان طریقت صفویه بودند که حدود ۲۳۵ سال بر ایران حکمرانی کردند. این دودمان به‌شدت با کردها، ترکمان‌ها، گرجی‌ها، چرکس‌ها و مقامات عالی از یونانیان پونتی پیوند نژادی داشت. آنها به زبان تُرکی آذربایجانی سخن می‌گفتند و ترک‌سازی شده بودند و پس از شیعه شدن آنها ایل‌های ترک به آنها پیوستند که یکی از مهم‌ترین آنها قزلباش بودند. با گذشت هشتصد و پنجاه سال از نابودی شاهنشاهی ساسانی یک حکومت ایرانی توانست بر سراسر منطقه‌ای که قبلاً حکومت‌های محلی مانند طاهریان، صفاریان، سامانیان، غوریان، زیاریان، آل بویه، سربداران و مظفریان بر بخشی از آن حکمرانی می‌کردند مسلط شود. فرمانروایی صفویان تمرکزگرا و مطلقه بود. روابط ایران و اروپا به دلیل دشمنی صفویه با عثمانی و بازرگانی ابریشم گسترش یافت و جنگ‌های مذهبی با عثمانیان و ازبک‌ها رخ داد.
ایران صفوی در زمینه‌های نظامی، فقه شیعه، هنر، (معماری، خوشنویسی و نقاشی) پیشرفت‌های قابل توجهی داشت. از سرداران دولت صفوی می‌توان از قرچغای خان، الله‌وردی خان گرجی و امام‌قلی خان نام برد. از فقهای آن دوران نیز می‌توان به حسین خوانساری، میرداماد، فیض کاشانی، شیخ بهایی، ملاصدرا، و محمدباقر مجلسی اشاره کرد. از هنرمندان دوره صفوی هم می‌توان از رضا عباسی، علیرضا عباسی، میرعماد حسنی و آقامیرک نام برد. همچنین از شاعران برجسته آن دوران می‌توان از وحشی بافقی، صائب تبریزی، محتشم کاشانی، میر رضی آرتیمانی و امیر پازواری یاد کرد.
رسمی کردن تشیع دوازده‌امامی موجب تحول اساسی در ارزش‌ها و هنجارهای جامعه شد. بسیاری از ارزش‌ها جنبه مذهبی پیدا کردند و برخی باورهای نادرست نیز رواج یافتند. نزدیکی فرهنگی ایران امروز با صفویه، موجب ماندگاری بسیاری از اعتقادات و سنت‌ها شد و باید ریشه برخی خرافه‌های موجود را در این دوره جستجو کرد. ایجاد تنفر عقیدتی منجر به بن‌بست با عثمانی شد و صفویه برای گسترش تجارت، ناگزیر به دادن امتیازات تجاری به اروپاییان شدند. استراتژی صفویه در استفاده از تنفر مذهبی برای ایجاد جنگ‌ها و گرفتن سرزمین‌ها، منجر به ده‌ها جنگ خونین و ایجاد صدمات به کشور شد.
صفویان به تقلید از عثمانی‌ها، در ابتدای سده شانزدهم میلادی روحانیت شیعه را به‌عنوان شیخ‌الاسلام وارد دستگاه دولتی خود کردند تا با فتواهای خود از سیاست‌های آنها پشتیبانی کنند. این منصب در زمان پادشاهان ضعیف مثل شاه تهماسب یکم یا شاه سلیمان یکم و شاه سلطان حسین قدرت بیشتری به‌دست می‌آورد و اقدام به تغییرات گسترده دینی، مذهبی، سیاسی و اجتماعی در کشور می‌کرد. صفویان مرزهای سیاسی و جغرافیایی خود را با مذهب شیعه ترسیم می‌کردند. همین امر سبب شد که در آینده و حتی پس از تأسیس دولت-ملت‌های مدرن در ایران، نوعی مرزبندی عقیدتی مرزهای ایران را ترسیم کند. سرانجام پس از بیش از دو قرن تمرکز قدرت، بی‌هدفی، ناکارآمدی شاهان، نفاق در محافل حکومتی و تندروی برخی روحانیون شیعه چون محمدباقر مجلسی در تبلیغ انزجار از اهل تسنن باعث شورش مردم اهل سنت کردستان و آسیای میانه و مخصوصاً افغان‌های خراسان و تسخیر پایتخت و سرنگونی صفویه شد. علیرغم از میان رفتن این دولت در سال ۱۷۳۶، میراثی که از خود به جای گذاشت، احیای ایران به‌عنوان یک پایگاه اقتصادی بین شرق و غرب، ایجاد یک دولت کارآمد و دیوانسالاری متعادل، نوآوری‌های معماری و حمایت از هنر بود. صفویان همچنین با تأسیس شیعه دوازده‌امامی به‌عنوان مذهب دولتی ایران و نیز گسترش مذهب تشیع در بخش‌های عمده خاورمیانه، آسیای مرکزی، قفقاز، آناتولی، خلیج فارس و بین‌النهرین، اثر خود را تا عصر حاضر بر جای گذاشته‌اند.
از جنبه‌های دیگر نیز، دوره صفوی اهمیت فراوانی داشت. یکی از این جنبه‌ها شکوفایی چشمگیر هنر بود: فرش‌ها و منسوجاتی با غنای بی‌نظیر در رنگ و طرح؛ نسخه‌های خطی‌ای که به‌خاطر خوشنویسی و نگاره‌های باکیفیت‌شان شناخته می‌شوند؛ و کاشی‌هایی با پیچیدگی و زیبایی شگفت‌انگیز. این کاشی‌ها زینت‌بخش شاهکارهای معماری‌ای چون مسجد شاه و مسجد شیخ لطف‌الله در اصفهان بودند که هر دو به دوران سلطنت شاه عباس بازمی‌گردند. در مجموع، این دوره – به‌ویژه دوران سلطنت شاه عباس – زمانی بود که تماس‌های دیپلماتیک و بازرگانی با غرب به‌طور چشمگیری افزایش یافت. پرتغالی‌ها، هلندی‌ها و انگلیسی‌ها تلاش کردند تا در خلیج فارس پایگاه‌های تجاری ایجاد کنند تا بتوانند کنترل تجارت با هند و آسیای جنوب شرقی را به دست گیرند، و انگلیسی‌ها امکان تجارت زمینی را نیز بررسی کردند. فضای تحمل‌پذیر ایران در دوران شاه عباس باعث شد که بازرگانان خارجی در نقاط مختلف کشور مستعمراتی تجاری ایجاد کنند و فرقه‌های مذهبی خارجی (همچون کارملی‌ها، آگوستینی‌ها و کاپوچین‌ها) صومعه‌هایی در اصفهان و دیگر شهرها بنیان گذارند.

## منبع‌شناسی

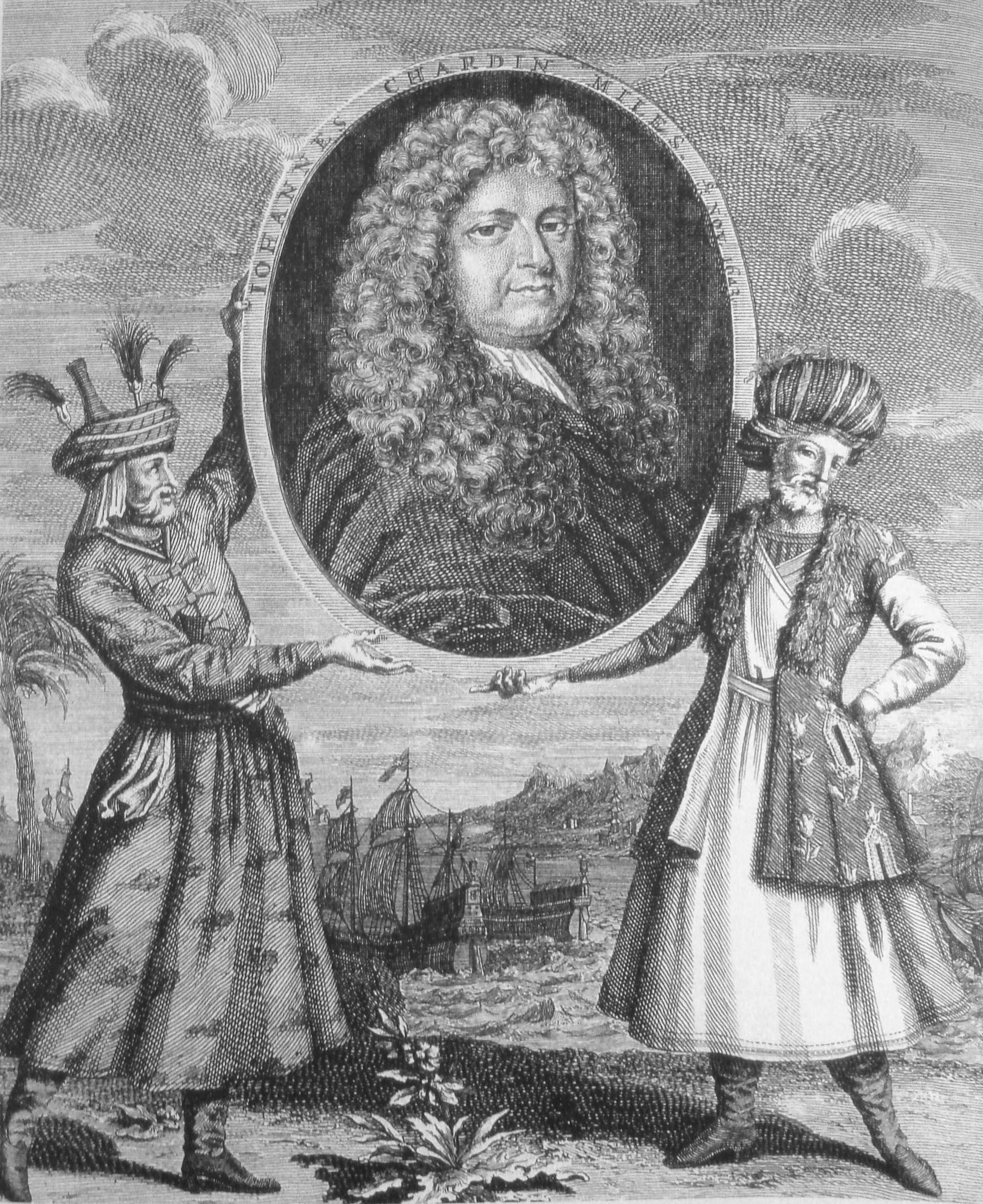
صفحه اول کتاب سفرنامه شاردن، اثر ژان شاردن که پرتره‌ای از وی، یک اشراف‌زاده صفوی (سمت راست) و یک قزلباش (سمت چپ) را نشان می‌دهد؛ چاپ شده در سال ۱۷۳۹م. سفرنامه شاردن پیوسته به‌عنوان یکی از منابع مرجع برای تاریخ صفویه به‌کار می‌رود.

در دوران صفویه کتاب‌های تاریخی بسیاری دربارهٔ این دودمان و فرمانروایی آنان به نگارش درآمد که مهم‌ترین آنها: صفوةالصفا، عالم‌آرای امینی، حبیب‌السیر، فتوحات شاهی، بدایع‌الوقایع، تاریخ شاه اسماعیل و شاه تهماسب، تحفه سامی، جامع‌التواریخ، احسن‌التواریخ، خلاصةالتواریخ، عالم‌آرای عباسی، خلاصةالسیر، قصص‌الخاقانی، خلدبرین، عالم‌آرای شاه اسماعیل، زبدةالتواریخ، تذکرةالملوک، تاریخ حزین، مجمع التواریخ، زبور آل داود می‌باشند.
جدا از این کتاب‌های تاریخی داخلی، منشآت و سفرنامه‌های بسیاری، به‌ویژه از اروپاییان موجود است که در شناخت تاریخ صفویان بسیار سودمند است. از آن‌جمله می‌توان به سفرنامه‌های ژان شاردن، پیترو دلاواله، آنتونی شرلی و ژان باپتیست تاورنیه اشاره کرد.

## پیش‌زمینه تاریخی

### ایران پیش از صفویه
شیعیان در جهان اسلام همیشه در اقلیت و تحت فشار بودند تا اینکه پس از یورش مغولان و فروپاشی خلافت کهن و پرنفوذ عباسی در بغداد، محور اصلی نمایش یک آیین و گرایش رسمی از اسلام از میان رفت و مذهب شیعه جان تازه‌ای گرفت. بدین ترتیب، از میان رفتن دستگاه خلافت در کنار عواملی چون نابسامانی ناشی از حمله مغولان و گرایش به درون‌گرایی مردم و آسان‌گیری دینی مغولان، موجب رونق فراوان فرقه‌های گوناگون از جمله شاخه‌های گوناگون تصوف شد. پس از یورش مغولان، چند حکومت شیعه‌مذهب مانند سربداران و قره‌قویونلو‌ها در ایران بر سر کار آمدند و نفوذ شیعه در ایران بیشتر شد. از سوی دیگر بیشتر ایرانیان همچنان سنی و شافعی مذهب بودند.

### عصر صوفیان

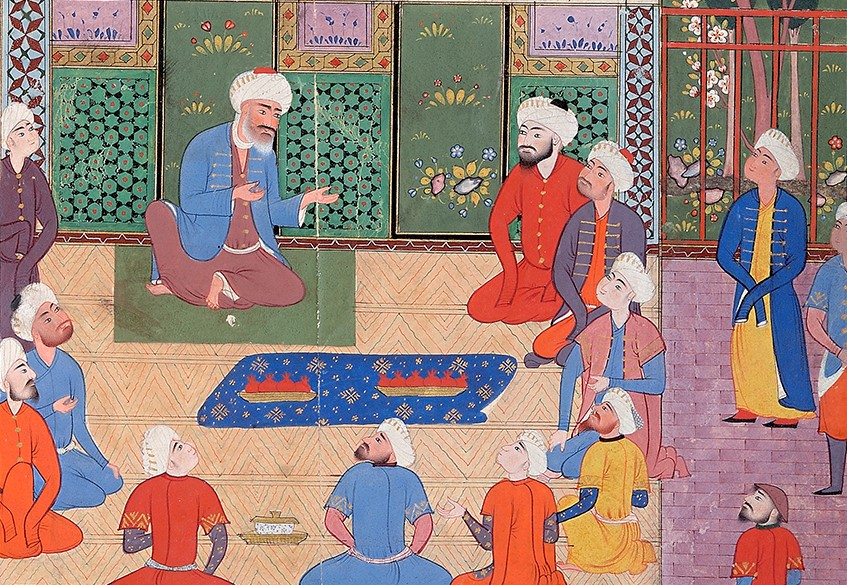
نگاره‌ای از شیخ صفی‌الدین اردبیلی در کنار مریدان

شیخ صفی‌الدین اردبیلی، نیای بزرگ صفویان، هشتمین نسل از تبار فیروزشاه زرین‌کلاه بود. فیروزشاه از بومیان ایرانی و کردتبار بود که در دشت مغان ساکن بود. زبان مادری شیخ صفی‌الدین به عقیده بسیاری تاریخ‌نویسان ایرانی مانند احمد کسروی، زبان آذری بوده است و اشعاری هم بدین زبان در در کتاب صفوةالصفا و سلسلةالنسب صفویه به او منسوب است. همچنین برخی اعتقاد دارند که زبان مادری وی تاتی ایرانی بوده که یکی از زبان‌های ایرانی و زبان بومی آذربایجان بوده است. او به شاگردی شیخ زاهد گیلانی درآمد و به مدت ۲۵ سال مرید خانقاه شیخ زاهد بود و حتی با دخترش بی‌بی فاطمه ازدواج کرد. شیخ زاهد او را به جانشینی خود برگزید و با مرگ وی رهبری «طریقت زاهدیه» به صفی‌الدین رسید. او بعد از مدتی به اردبیل بازگشت و مرکز طریقت نیز به آن‌جا منتقل شد.

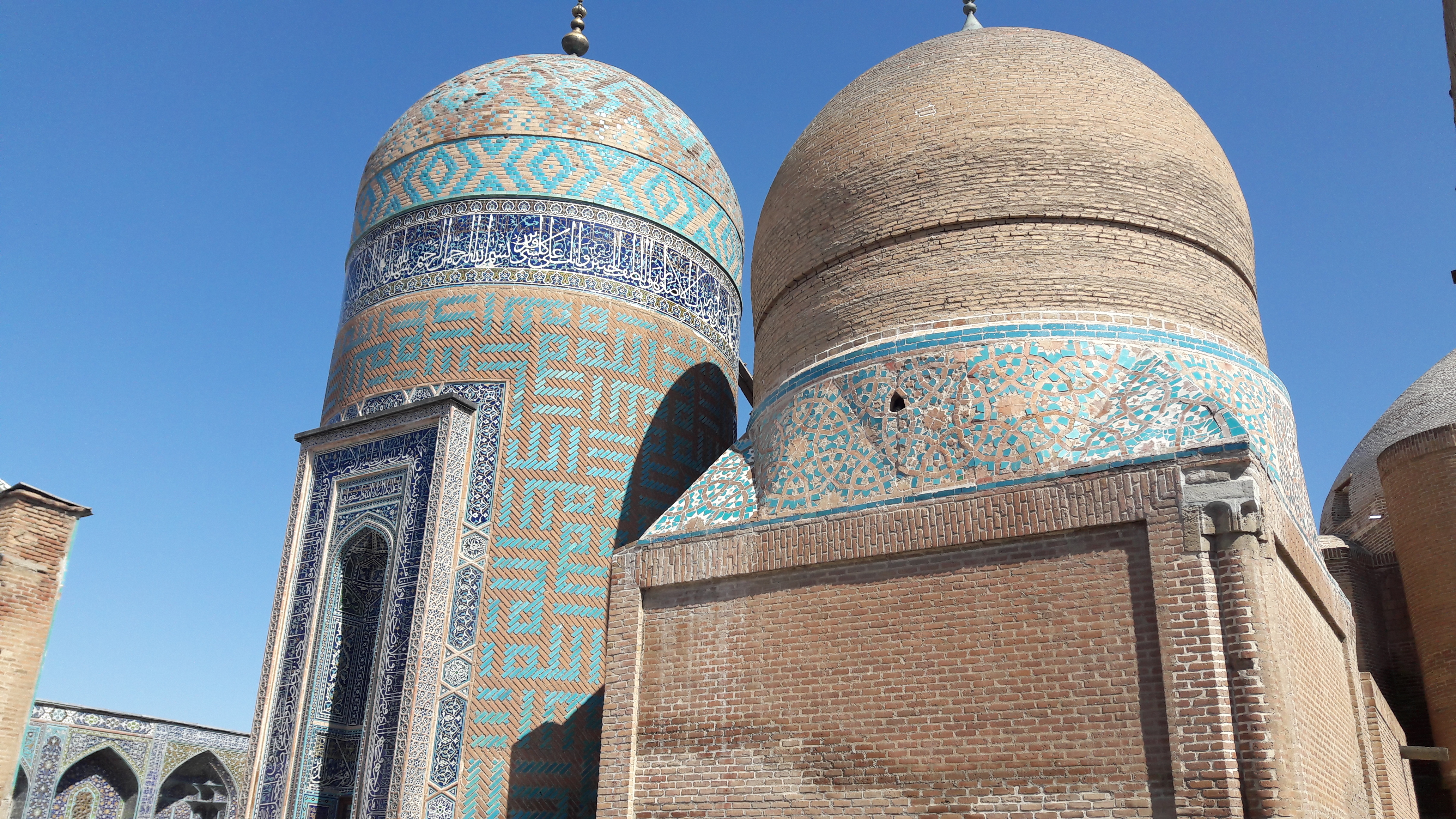
نمایی از آرامگاه شیخ صفی‌الدین اردبیلی و دیگر اعضای خاندان در اردبیل

بعد از مرگ شیخ صفی، رهبری طریقت صفویه به شیخ صدرالدین موسی فرزند ارشد وی رسید به این شکل رهبری طریقت در خاندان او موروثی شد. از این زمان بود که طریقت زاهدیه، به نام شیخ صفی «طریقت صفویه» نامیده شد. صدرالدین موسی در زمان حیاتش ساده زیستی را ادامه داد و مانند پدرش زندگی کرد. پس از او پسرش خواجه علی سیاهپوش به رهبری طریقت رسید. او با تیمور لنگ برخوردهایی داشت و عده‌ای از اسیران ترک که در سوریه اسیر تیمور شده بودند به درخواست وی آزاد شدند. اسرای آزاد شده هم که شیعه بودند با نام «صوفیان روملو» به جمع فداییان خواجه جمع فدائیان خواجه پیوستند. احتمالاً او اولین رهبر طریقت صفویه بوده که مذهب تشیع داشته است. بعد از خواجه علی پسرش شیخ ابراهیم به رهبری طریقت رسید.

### قزلباش‌ها
هواداران اصلی صفویان، گروه‌های عشایری ترکمانی بودند و قزلباش به معنای «سر سرخ» خوانده می‌شدند و این به دلیل استفاده از سربند سرخی بود که گفته می‌شد آن‌ها از دوران حیدر به کار می‌بردند. دوازده تَرَک کلاهشان نمایانگر وفاداریشان به حکمران صفوی و دوازده امام شیعه بود. این جنگجویان شبه‌قبیله‌ای ترکمان، با وجود نام مشترکشان ادعا نمی‌کردند تیره مشترکی دارند. هر یک وابستگی دودمانی خود را حفظ کردند و همچنان دودمان‌های گوناگون رقیب سرسخت دیگری بودند. مهم‌ترین دودمان‌های قزلباش که پشتیبان نهضت صفوی بودند عبارتند از شاملو، استاجلو، تکلو، روملو، ذوالقدر، افشار و قاجار که همگی مهاجرانی از سوریه یا آناتولی بودند. هر کدام از این دودمان‌ها به بخش گوناگونی از ایران مهاجرت کرد و رهبرانشان پس از این که صفویان آن منطقه را فتح کردند به حکومت آن منطقه منصوب شدند؛ بنابراین استاجلوها در آذربایجان و بخشی در عراق عجم و کرمان اقامت کردند؛ قهرمانلو در شیروان؛ شاملو در خراسان اقامت کردند و تکلو اصفهان، همدان و بخش‌هایی از عراق عجم را گرفت؛ فارس در دست ذوالقدر بود، افشار کهگیلویه و خوزستان را داشت و بغداد در چنگ ماوشلو قبیله‌ای کوچک‌تر و منشعب از آق‌قویونلو بود.

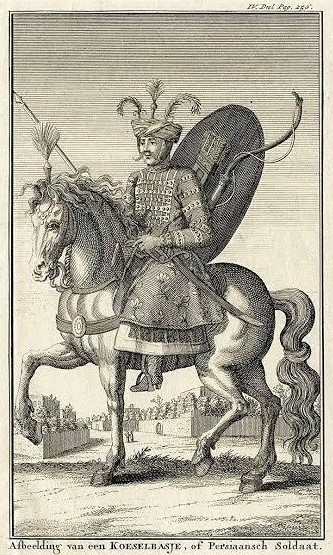
نگاره یک قزلباش در زمان شاه سلیمان یکم بر اساس سفرنامه شاردن

روابط قزلباشان با شاه صفوی رابطه‌ای اسرارآمیز از نوع مرشد و مریدی صوفیانه بود. آنان نخبگان نظامی این حکومت نوپا بودند و نگهبانی و قورچی شاه را می‌کردند. آنان که شدیداً به رهبرشان وفادار و به شکست ناپذیری خود مطمئن بودند اغلب خود را درگیر نبردهای بی‌اسلحه می‌کردند. باورهای این قزلباشان به این گروه از تصوف (طریقت صفویه) تا پیش از پادشاهی شاه عباس بزرگ مهم‌ترین عامل بقای صفویه بود. قزلباشان تا پیش از جنگ چالدران نیرویی خداگونه برای شاه اسماعیل یکم قائل بودند. باوری که با شکست در آن جنگ رو به سستی نهاد.

### زمینه‌های شیعی صفویان
بعد از مرگ شیخ ابراهیم پسرش شیخ جنید جانشین وی شد. شیخ جنید (مرگ ۱۴۶۰م) طریقت صفویه را از یک فرقه صوفیانه که حول یک مرید سازماندهی شده بود، به یک جنبش نظامی فعال با سیاست فتح و سلطه تبدیل کرد. او اولین رهبر معنوی صفوی بود که گسترش آموزه‌های شیعه و خصوصاً غلات دوازده‌امامی را حمایت کرد. پیروانش جنید را تجسم خداوند می‌دانستند. جنید در میان عشایر ترکمان هوادارنی جمع کرد، برای عملیات نظامی تمرینشان داد و علیه مردم قفقاز، ارمنی‌ها، گرجی‌ها و چرکس‌ها از آن‌ها استفاده کرد. آن تازش‌ها صفویان را با شروانشاهان دچار منازعه کرد. جنید که قدرت مادی لازم را برای مقابله با نیرومندترین سلسله آن زمان یعنی قراقویونلوها نداشت با دشمن سرسخت آنان آق قویونلوها متحد شد و با خدیجه بیگم خواهر اوزون حسن، فرمانروای مقتدر آن‌ها ازدواج کرد. او بعداً در جنگ با شروان‌شاهان کشته شد و پسرش شیخ حیدر جانشین او شد.
شیخ حیدر (۱۴۵۹–۱۴۸۸م) زمانی که ده ساله شد ریاست خانقاه اردبیل را به عهده گرفت و از حمایت اوزون حسن برخوردار بود و بعداً با مارتا یا عالم‌شاه بیگم دختر اوزون حسن و دسپینا خاتون ازدواج کرد. حیدر به عنوان رهبر صفویه جاه‌طلبی سیاسی پدرش را دنبال کرد. در زمان او صفویه به عنوان یک جنبش سیاسی شیعی دوازده امامی به‌طور فزاینده ای تبلور یافت و حیدر در نظر پیروان قزلباشش یک شخصیت الهی بود. او علاوه بر اندیشیدن به انتقام پدرش، برای تداوم راه او نیز گام برداشت. به همین دلیل علاوه بر رهبری مذهبی مریدان، بخشی از اوقات خود را به امور نظامی و ساخت اسلحه برای مسلح کردن افرادش اختصاص داد. او همچنین به سازماندهی مریدانش پرداخت و کلاه مخروطی شکلی با دوازده تَرک سرخ رنگ (که به تاج «حیدری مشهور» شد) برای آنان ساخت. حمایت اوزون حسن و ترغیب اطرافیان خود به استفاده از این کلاه نیز به ترویج آن کمک کرد. به این ترتیب، تشکل مریدان طریقت صفوی، با عنوان جدید «قزلباش» تحکیم و توسعه یافت. حیدر دو بار به چرکس‌ها حمله کرد و غنائمی به دست آورد. بعداً برای انتقام پدرش به شروان‌شاهان حمله کرد، اما به دلیل حمایت سلطان یعقوب، سلطان جدید آق‌قویونلوها، او نیز از حاکم شروان شکست خورد و کشته شد.
سلطان علی‌میرزا جانشین پدرش حیدر شد. او در زمان سلطنت یعقوب همراه مادر و برادرانش در شهر اصطخر استان فارس زندانی بود. بعداً در زمان سلطنت سلطان رستم آزاد شد تا در نبرد با سلطان بایسنقر به وی کمک کند؛ اما بعداً به دلیل کسب موفقیت‌های زیاد به فرمان سلطان رستم به قتل رسید. سلطان علی پیش از مرگ برادر کوچت‌ترش اسماعیل را جانشین خود تعیین کرد.
اسماعیل نیز فرزند مارتا و شیخ حیدر بود که در سال ۱۴۸۷ میلادی در اردبیل به دنیا آمد. مادرش مارتا یا عالم‌شاه بیگم، دختر اوزون حسن، مقتدرترین پادشاه سلسله ترکمان آق‌قویونلو و همسر مسیحی او تئودورا معروف به دسپینا خاتون بود. دسپینا خاتون دختر ژان چهارم آخرین امپراتور ترابوزان بود. او در قراردادی برای محافظت از امپراتوری ترابوزان در برابر ترکان عثمانی با اوزون حسن ازدواج کرده بود. پیروان طریقت صفوی که بیشتر از ایل‌های آناتولی بودند و بعدها به قزلباش نامور شدند بر سر باورهای خود سال‌ها به هواداری از آق‌قویونلو‌ها و قره‌قویونلو‌ها درگیر جنگ‌های پیاپی با دولت عثمانی بودند. اسماعیل به عنوان رهبر جدید طریقت قزلباشان، مقدس‌ترین فرد ممکن برای آنان طلقی می‌شد و مرشد کامل طریقت صفوی بود. اسماعیل هم مانند پدرش شیخ حیدر، شخصیتی الهی و خداگونه برای قزلباشان بود.

## حکومت صفویان

### شاه اسماعیل یکم (۱۵۰۱–۱۵۲۴): بنیان‌گذاری

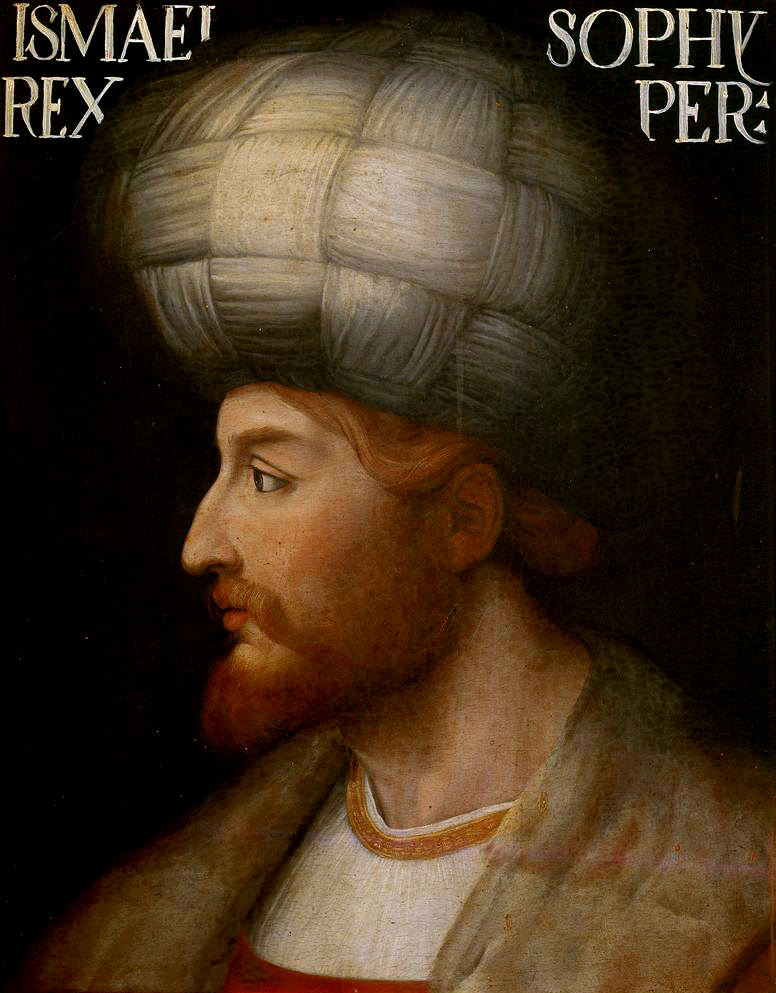
نقاشی پرتره از شمایل واقعی شاه اسماعیل صفوی اثر کریستوفان دل آلتیسیمو که در پس‌زمینه آن به زبان لاتین نوشته شده است: «اسماعیل صوفی، پادشاهِ پارس»

امپراتوری صفوی به‌دست شاه اسماعیل یکم و با تکیه بر پیروان طریقت صفویه بنیان‌گذاشته شد. اسماعیل به عنوان رهبر جدید طریقت قزلباشان، مقدس‌ترین فرد ممکن برای آنان طلقی می‌شد و مرشد کامل طریقت صفویه بود. اسماعیل هم مانند پدرش شیخ حیدر، شخصیتی الهی و خداگونه برای قزلباشان بود.
اسماعیل در سال ۹۰۵ هجری و در ۱۲ سالگی، به پا خاست و در ابتدا به جنگ با شروان‌شاهان رفت و پس از شکست فرخ یسار شاه شروان، به پایتخت آنان رفت و قبر تمام شاهان آنجا را شکافت و از بین برد و خزانه آنها را غارت کرد. او سپس به جنگ با آق‌قویونلوها رفت و توانست آنان را نیز شکست دهد و فاتحانه وارد تبریز شد. اسماعیل پس از تسلط بر تبریز، خود را پادشاه ایران خواند. او فرمان داد تا استخوان‌های عاملان کشته‌شدن پدرش شیخ حیدر را نیز از گور بیرون آورده شده و در ملأ عام در کنار سرهای بریده شدهٔ دزدان و روسپی‌ها سوزانیده شوند. شاه اسماعیل موفق شد طی ۱۰ سال، بیشتر بخش‌های ایران‌زمین را تصرف کند.
شاه اسماعیل یکم با وجود هشدار ملازمانش، در تبریز دین شیعه دوازده‌امامی را دین رسمی دولتش اعلام کرد. به دنبال تغییر مذهب ایرانیان از سنی به شیعه گشت‌های تبرائیان را بر پا کرد و به کشتار تمام علما و دانشمندان سنی مذهبی که حاضر به گرویدن به تشیع صفوی نشدند پرداخت. او ۹ ربیع‌الاول، سال‌روز کشته شدن خلیفهٔ دوم مسلمانان عمر بن خطاب را جشن رسمی عمرکشان اعلام کرد. شاه اسماعیل برای تدوین اساس دین جدید، علمای شیعه دوازده امامی را از جبل عامل (در لبنان کنونی) به ایران آورد. به مرور، تشیع کاملاً بر حیات مذهبی، سیاسی و اجتماعی ایران چیره شد و روحانیت شیعه با استفاده از این نفوذ خود توانستند در جنبش‌های سیاسی و اجتماعی مهم آینده ایران نقش ایفا کنند.

#### رخدادها
پس از سقوط امپراتوری تیموری، خان ازبکان، شیبک خان که خود را یکی از نوادگان چنگیز خان می‌خواند، توانسته بود بیشتر ترکستان و تمام خراسان را تصرف کرده و امپراتوری شیبانی را ایجاد کند. او به‌دلیل تعصبات سنی و همچنین به تشویق سلطان بایزید دوم برای نابودی دولت نوبنیاد صفوی، از سمت شمال شرقی وارد ایران شد. شاه اسماعیل به قصد جنگ با شیبک خان به خراسان لشکر کشید و در مسیر شهرهای دامغان، گرگان و مشهد را تصرف کرد. شیبک خان در قلعه مرو پناه گرفت که شاه اسماعیل موفق به فتح آن نشد. به همین دلیل با طرح حیله‌ای تلاش کرد شیبک خان را از قلعه خارج کند و او را به دام بیاندازد. این اتفاق افتاد و پس از آن، دو لشکر ۱۷ هزار نفری قزلباشان و ۲۷ هزار نفری ازبکان در نزدیکی شهر مرو رو در روی هم قرار گرفتند و در نبردی سخت، سپاه شاه اسماعیل پیروز شد. بدین شکل شاه اسماعیل توانست شهرهای مرو و هرات خراسان را نیز فتح کند. با این همه تهدید ازبکان برای دولت صفویه هیچگاه پایان نیافت.
دومین نبرد بزرگ شاه اسماعیل با عثمانیان درگرفت. سلطان سلیم یکم، سلطان جدید عثمانی به قصد دفع تهدید صفویان با لشکری عظیم به ایران لشکرکشی کرد. شاه اسماعیل با جمع‌آوری حدود ۴۰ هزار سرباز در مقابل بیش از ۱۰۰ هزار سرباز عثمانیان به غرب رفت تا به‌رغم کمبود نیرو و استفادهٔ سپاه مهاجم از توپخانه در جنگ چالدران در سال ۸۹۳ خورشیدی در مقابل دشمن ایستادگی کند. در این جنگ سربازان قزلباش که اکثراً از سلاح‌های سرد مانند شمشیر و نیزه استفاده می‌کردند در برابر سپاه عثمانی که مجهز به توپ و تفنگ بود به سختی ایستادگی کردند. با این حال، قزلباشان شکست سختی خوردند و شاه اسماعیل هم به سختی مجروح شد و از میدان گریخت. عثمانیان در این لشکرکشی تمام سوریه، عراق و آذربایجان را به اشغال خود درآورند.

### شاه تهماسب یکم (۱۵۲۴–۱۵۷۶): بسط قدرت

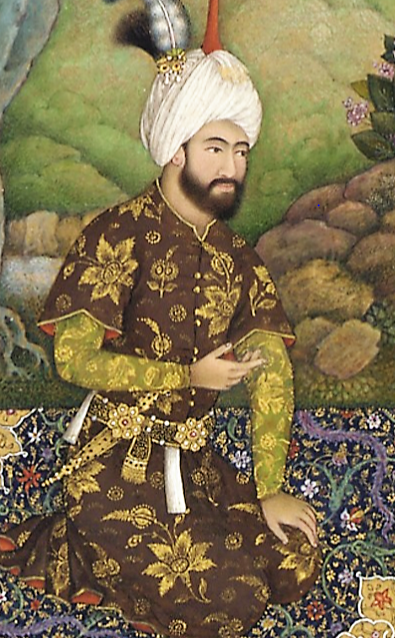
نگارهٔ شاه تهماسبِ یکُم، اثر فرخ بیگ

### شاه عباس بزرگ (۱۵۸۷–۱۶۲۹): اوج قدرت

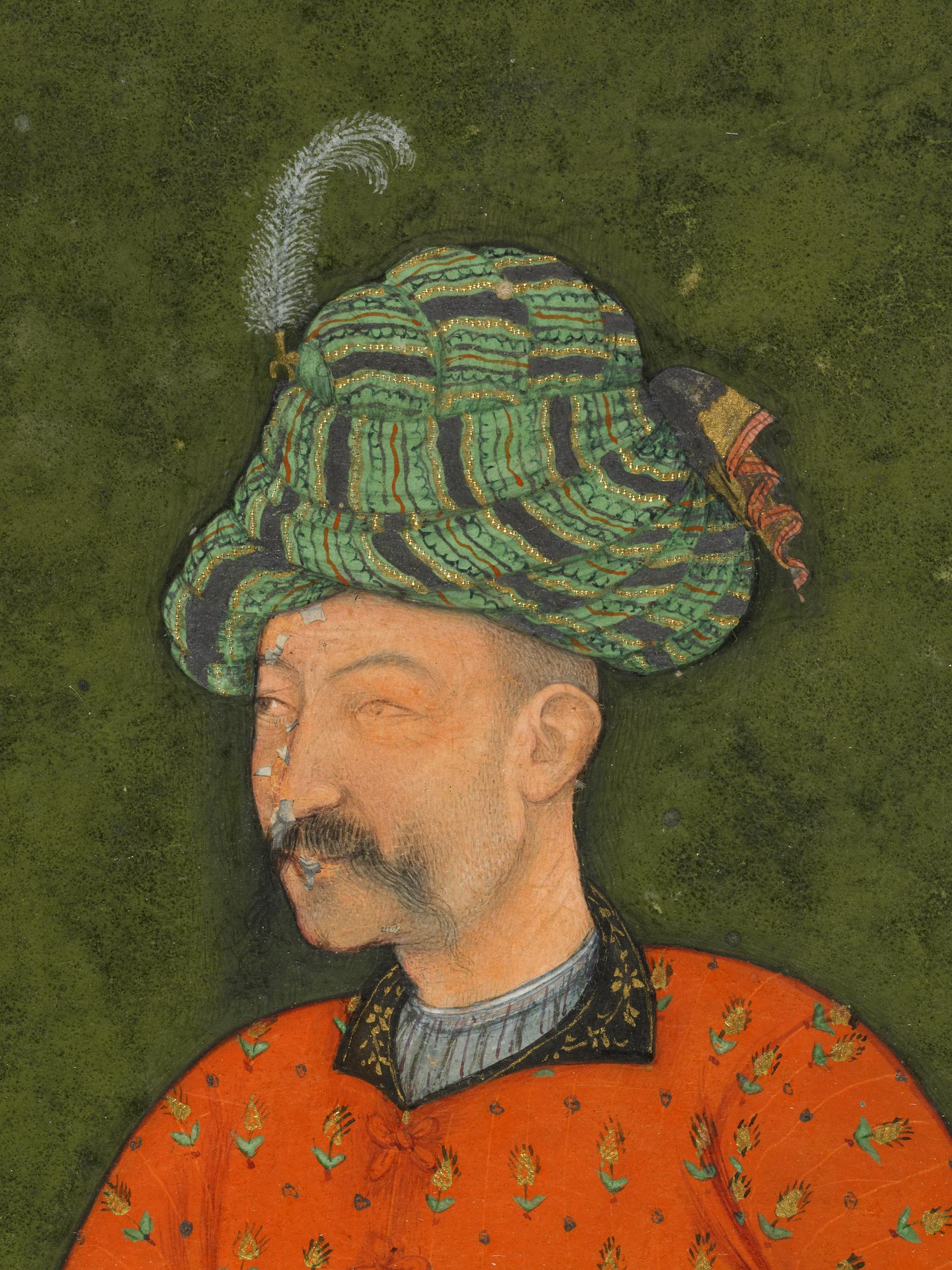
شاه عباس صفوی، به قلم بشنداس. موزه بریتانیا

پس از درگیری‌های داخلی بر سر انتخاب شاه میان قزلباشان، مرشد قلی خان استاجلو نظرات امرای قزلباش در قزوین را در خصوص میزان حمایت احتمالیشان از عباس به‌عنوان نامزدی برای تصدی تاج و تخت جویا شد. امرا نسبت به این ایده مشتاق بودند ولی شک داشتند خودشان اجرایش کنند. وقتی مرشد قلی خان در حال بحث بر سر قبول کردن ریسک لشکرکشی به قزوین برای انتصاب عباس میرزا بر تخت بود، اشغال بیشتر خراسان توسط ازبکان در محرم ۹۹۶ / دسامبر ۱۵۸۷ موضوع را فیصله داد. مرشد قلی خان که می‌ترسید اگر ازبکان خراسان را تسخیر کنند او ممکن است مهره خود عباس را از دست بدهد، به آرامی به سوی غرب لشکرکشی کرد و در مسیر حمایت ترکمانان سمنان، کاشان، و همدان، افشارهای یزد، ابرقو و کرمان و ذوالفقارهای فارس را به دست آورد. وقتی او به قزوین رسید، نمایش حمایت مردمی از عباس باقی‌مانده شکاکان را نیز با خود همراه کرد و در ۱۰ ذی‌القعده ۹۹۶ / ۱ اکتبر ۱۵۸۸ سلطان محمد شاه سلطنت را به پسر هفده ساله‌اش که با نام شاه عباس اول تاجگذاری کرد، واگذار کرد. مرشد قلی خان استاجلو، که او تاج را به وی مدیون بود، به عنوان وکیل دیوان عالی (نایب دربار) صله داده شد که او را قدرتمندترین فرد در حکومت کرد.
شاه عباس هنگامی به سلطنت رسید که غرب و شمال غربی ایران در تصرف دولت عثمانی بود و همچنین در شمال شرق ایران نیز خراسان جولانگاه ازبک‌ها شده بود. در داخل کشور نیز طی ۱۲ سال پس از مرگ شاه تهماسب و در دوران پادشاهی شاه اسماعیل دوم و شاه محمد خدابنده، قدرت شاه کاهش پیدا کرده بود. دسته‌بندی‌های قبیله‌ای قزلباشان مجدداً به شکل افزاینده‌ای بروز کرده و دوگانگی میان ترکان و تاجیکان (مردم غیر ترک) شدت پیدا کرده بود. در نتیجه این چند دستگی، هر یک از مقامات دولتی در اندیشه منافع و قدرت خویش بود و کشور دچار هرج و مرج گردیده بود. شاه عباس با اولویت بندی مشکلات متعدد توانست در طول سلطنتش سلسله صفویه را به اوج قدرت، شکوه و عظمت برساند.

#### رخدادها
در شرق، صفویان دچار شکست از پی شکست بودند؛ مشهد سقوط کرده بود، سیستان دچار تاخت و تاز بود، قندهار که از ۹۴۳/۱۵۳۷ در دست صفویه بود در ۹۹۹/۱۵۹۰–۹۱ به دست مغولان افتاد. در ۱۰۰۶/۱۵۹۸ عبداله خان رهبر برجسته ازبک درگذشت و درگیری درونی این سلسله را تضعیف کرد. شاه عباس حمله کرد ازبکان را در محرم ۱۰۰۷ / اوت ۱۵۹۸ تار و مار کرد و هرات را که ده سال در دست دشمن بود باز به چنگ آورد. تازه در ۱۰۱۴/ ۱۶۰۵–۰۶ بود که به حد کافی احساس قدرت کرد که با عثمانی ستیز کند ولی آنگاه سریع و موفق این کار را انجام داد. در پی حصول یک پیروزی بزرگ در صوفیان در نزدیکی تبریز، او در کارزارهای پی در پی ای را ادامه داد تا آخرین سرباز عثمانی را از خاک ایران طبق پیمان آماسیه (۹۶۲/۱۵۵۵) بیرون کند و در سراب با عثمانی‌ها در ۱۰۲۷/۱۶۱۸ قرارداد صلح را امضاء کند. شاه عباس در نبرد صوفیان خود را به‌عنوان فرماندهی با قابلیت کامل نشان داد، به خوبی از نیروهایش که در شمار و تسلیحات از عثمانی‌ها پایین‌تر بودند استفاده کرد و در لحظه‌های بحرانی نیروهای ذخیره اش را به میدان فرستاد.

#### اصلاحات در ارتش
مشخصهٔ سال‌های شکل‌گیری قدرت شاه عباس جناح‌گرایی عشایر قزلباش است. شاه جوان دیده بود که امرای رقیب چگونه او و سه برادرش را چون مهره‌ای برای پیشبرد جاه‌طلبی‌هایشان به کار برده بودند. شاه عباس از لحظهٔ به دست گرفتن قدرت، فهمید که باید اقتدارش را بر قزلباشان اعمال کند یا ابزار آنان باقی بماند؛ ولی قزلباشان همچنان بدنهٔ استحکام نظامی دولت صفوی بودند، اگر او تضعیفشان می‌کرد، دولت را تحلیل می‌برد. او نمی‌توانست در زمانی که عثمانی‌ها مناطق وسیعی از خاک ایران در شمال غرب را در اختیار داشتند -مناطقی که در دورهٔ دو تن از پیشینیانش تسخیر کرده بودند- از پس چنین اقدامی برآید. راه حل او تشکیل یک ارتش منظم نوین متشکل از استخدام شدگان از رده‌های غلامان خاصه شریفه (غلامان شاه) بود. این غلامان مسیحیان گرجی، ارمنی و چرکسی بودند که در لشکرکشی‌های صفوی به قفقاز اسیر شده بودند (شمار اندکی از اشراف گرجی داوطلبانه به سپاه صفوی پیوسته بودند)، به اسلام گرویده بودند و در دربار و دولت برای خدمت تربیت شده بودند. غلامان از نظرات گوناگون مشابه کاپی کولاری عثمانی بودند با این تفاوت که از طریق استخدام به کار گرفته نشده بودند. وفاداری غلامان به شخص شاه بود، نه به یک قبیله و نتیجتاً در منازعات شاه با قزلباشان حمایت ارزشمندی از وی به عمل می‌آوردند. ایجاد سپاه غلامان، در کوتاه مدت راه حل مؤثری برای مشکل شاه بود. در بلند مدت، منشأ ضعف حکومت از آب درآمد، زیرا غلامان در تحلیل نهایی، از کیفیت‌های جنگی قزلباشان برخوردار نبودند.

#### اصلاحات در نظام اداری و دیوانی
دیگر تغییرات دارای اهمیت نسبی در دوره حکومت شاه عباس عبارت بودند از افزایش تمرکز امور دیوانی یا جدایی بیشتر نهادهای سیاسی و دینی؛ مثلاً جایگاه وزیر، رئیس دیوان‌سالاری و نمایندهٔ اصلی عناصر فارسی در دولت مرکزی ارتقاء پیدا کرد؛ مشخصهٔ این تغییر گرایش به اطلاق عناوین تشریفاتی چون اعتمادالدوله یا صدر اعظم به وزیر بود. در مقابل، عنوان وکیل (در اصل وکیل نفس نفیس همایون) که منشأش به ریشه‌های تئوکراتیک اوایل حکومت صفوی برمی‌گشت و به صاحب آن یک جایگاه ویژهٔ خاص به‌عنوان یار غار شاه می‌داد پس از ترور مرشد قلی خان استاجلو به مرور از رده خارج شد. از اهمیت منصب صدر، که در اصل توسط شاه اسماعیل برای تابعِ اقتدار سیاسی نگاه داشتن طبقات مذهبی طراحی شده بود، کاسته شد؛ در نتیجه، به قدرت مجتهدان افزوده شد. دیوان بیگی وظیفهٔ وزیر دادگستری را به عهده داشت. واقعه‌نویس مأمور تحریر فرمان‌های سلطنتی و نگهداری سوابق مکاتبات با سلاطین خارجی بود، ایشیک آقاسی باشی ریاست تشریفات سلطنتی دربار را به عهده داشت. قورچی‌باشی، قوللر آقاسی‌باشی و تفنگچی‌باشی امرای ارشد ارتش بودند. اصلاحات دیوانی شاه عباس به دولت صفوی استحکام و نیرو بخشید. توازن ظریفی که او بین افراد یا عناصر گوناگون در نظام- ترکها، فارسها، و قفقازی ها-ایجاد کرد رمز موفقیت او بود. گرچه پیشینیانش نتوانسته بودند این توازن را برقرار کنند، شاه عباس با نتایجی نهایتاً فاجعه بار، حکومت را در چنان جایگاه استواری قرار داد که تشکیلاتش، به مدت حدوداً یک قرن پس از مرگش، بیشتر به دلیل مومنتومی که او پدیدآورده بود به کار کردن ادامه دادند.

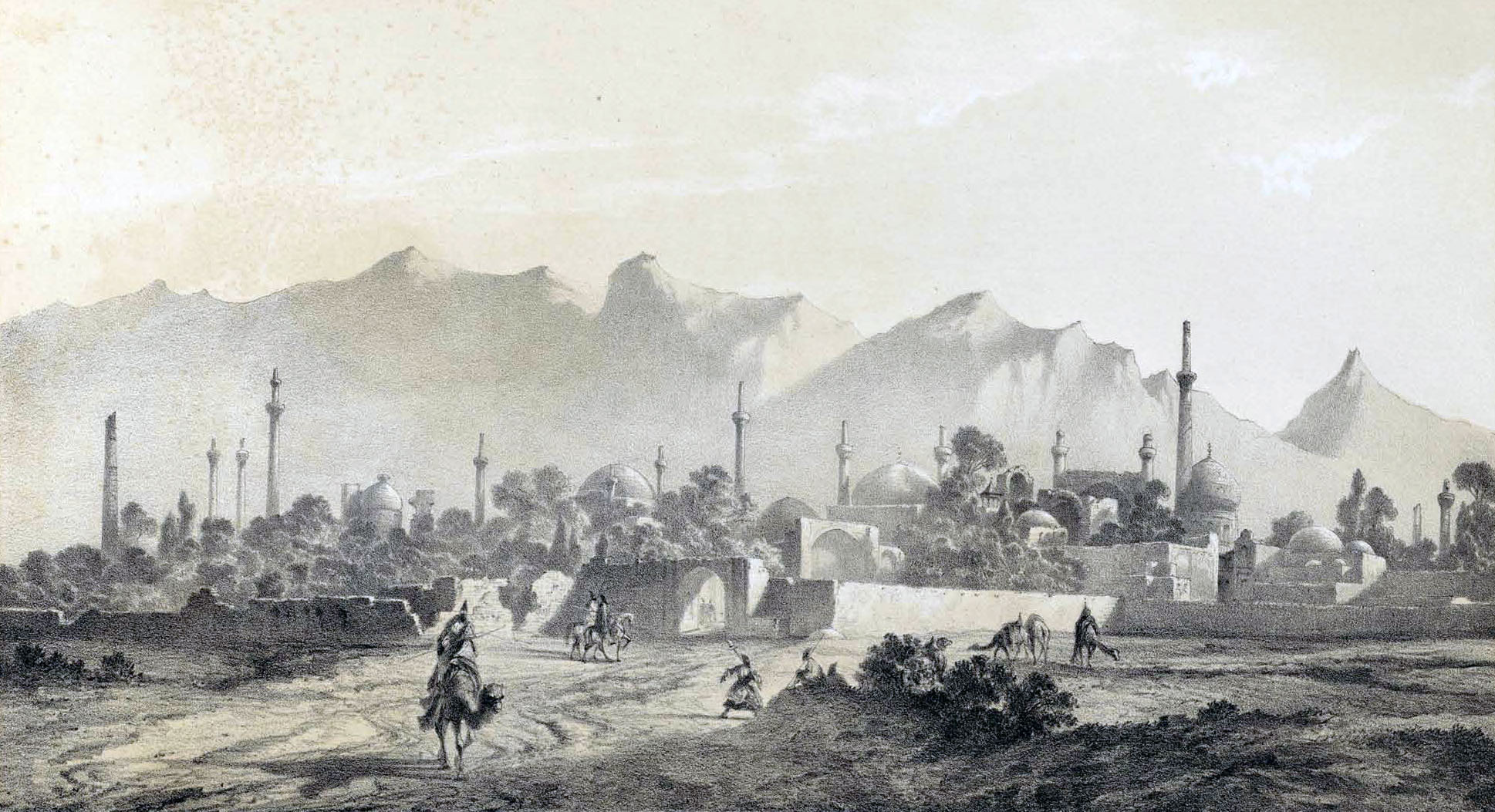
نگاره‌ای از اصفهان در زمان شاه عباس بزرگ.

#### اصلاحات در تصوف
مشکل چگونگی داخل کردن سازمان صوفی طریقت صفویه؛ که شاه مرشد کامل (هدایت‌کنندهٔ عالی معنوی) اش بود، در حکومت از آغاز حکومت صفوی در ۹۰۷/۱۵۰۱ حاد باقی‌مانده بود. از آنجا که پیشینیان شاه عباس نتوانسته بودند این نظام مذهبی را در دیوان سالاری دولتی ادغام کنند، سازمان صوفی بدل به چیزی مربوط به گذشته شده بود که به طرزی فزاینده معنای خود را از دست می‌داد. اعتبار خلیفه الخلفا، رئیس این سازمان پس از شاه که گاه و بیگاه اقتدار شاه را به چالش می‌گرفت نیز چنین بود. چنین چالش‌هایی معمولاً با توسل شاه به اصول صوفیگری حل می‌شد و آزمونی از وفاداری به خود او بود؛ بنابراین شاهان صفوی تبعیت تلویحی مرید از پیر را از صحنهٔ مذهبی به سطحی سیاسی، به صورتی از رأی اعتماد به خودشان به عنوان پادشاه، منتقل کرده بودند. در اوایل حکمرانی شاه عباس اول (۹۹۸/۱۵۹۸–۹۹) صوفیان آخرین چالش جدی خود را نسبت به اقتدار شاه وارد کردند و سرکوب شدند. شاه زان پس تلاش کرد اهمیت شان را با نادیده گرفتنشان و تحقیر آنان کم کند.

#### جنگ با ازبکان و عثمانی
در زمان صفویه ازبکان پیوسته به خراسان می‌تاختند و آنجا را غارت می‌کردند. وقتی شاه عباس به سلطنت رسید ازبکان مشهد را تصرف کرده و دوباره به درون خاک ایران می‌تاختند و تا اسفراین پیشروی کردند. در این گیر و دار ناگهان عبدالله خان ازبک درگذشت و پسرش عبدالمومن خان نیز به قتل رسید. بدین ترتیب شاه عباس در ۲۵ ذی‌الهجه سال ۱۰۰۶، «برهنه پای و گشاده پیشانی به همراه سپاهیان وارد مشهد شد». با این وجود هنوز ازبکان به قصد غارت به سر حدات شمال شرقی ایران می‌تاختند تا این که ارتش ایران در نواحی هرات آنان را در هم کوفت. همچنین سر مقتولان را به قزوین فرستادند که تعداد آنها را از ۱۷۰۰ سر تا ۲۰۰۰۰ سر نوشته‌اند.
پس از چندی تألم خان برادرزاده عبدالله خان به سرکردگی ازبکان رسید و با سیصد هزار نفر به خراسان حمله کرد و در هرات مقر ساخت؛ بنا بر این سپاه ایران با یکصد هزار نفر سپاهی به هرات حمله کرد و در این نبرد ازبکان شکست خوردند و تألم خان کشته شد. همچنین دوازده هزار نفر از مردان و زنان ازبک به دست ایرانیان اسیر شدند.

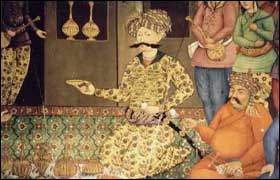
نگاره‌ای از شاه عباس بزرگ در حال بزم

#### انتقال پایتخت به اصفهان
شاه عباس پس از پیروزی بر ازبکان در ۱۰۱۷/ ۱۵۹۸ پایتختش را از قزوین به اصفهان که آن را به شکل یکی از زیباترین شهرهای جهان دگرگون کرده بود، منتقل کرد. از جنوب شهر شاهراهی بدان وارد می‌شد که از میان باغ‌ها و عمارت‌های مشهور به هزارجریب می‌گذشت، که بسیاری از اشراف در آن سکونت داشتند. پس از گذر از زاینده‌رود و پل الله وردی خان از خیابان عظیم پردرخت چهارباغ می‌گذشت، به میدان عظیم مستطیلی شاه می‌رسید که کاخ عالی قاپو و دو تا از بزرگ‌ترین شاهکارهای معماری ایرانی، مسجد شیخ لطف‌الله و مسجد شاه بدان مشرف بود. این شهر زیبا غالباً مورد بازدید سفرای اروپایی، تجار خواهان امتیازات تجاری، مبلغین کاتولیک خواهان مجوز افتتاح صومعه و فعالیت تبلیغی، سیاحانی چون آنتونی شرلی و مسافرینی چون پیترو دلا واله که شرح‌های ارزشمندی از ایران صفوی برجای نهاده، قرار می‌گرفت.
اصفهان در طول یک قرن و نیمی که ایران تحت حکومت صفویان برای اولین بار پس از اسلام به وحدت ملی و مذهبی دست یافت، مرکز قدرت سیاسی جدید بود. جریان بی‌سابقه منابع مادی و انسانی به سمت اصفهان باعث شد که برخی جنبه‌های قدیمی جای خود را به جنبه‌های جدید بدهند، تا جایی که نشان «شهر صفوی» بر این شهر تاریخی حک شد. هر چیزی که قرار بود باقی بماند، با رنگ و شکل‌های صفوی پوشیده شد. البته این فرایند جدید نبود؛ مسلمانان فاتح، بوییان، سلجوقیان و دیگران نیز رفتار مشابهی داشتند، اما هیچ‌کدام تأثیر عمیقی که صفویان داشتند، برجای نگذاشتند.

### دوران پس از شاه عباس: افول

#### شاه صفی یکم (۱۶۲۹–۱۶۴۲)
شاه صفی نوه و جانشین شاه عباس کبیر بود. تزلزل در سیاست خارجی ایران از دوره سلطنت او آغاز گردید. ازبک‌ها شرق و عثمانیها غرب ایران را مورد تاخت و تاز قرار داده بودند. شاه صفی که از مقابله با سلطان مراد چهارم امپراتور عثمانی درمانده بود، در سال ۱۰۴۸ هجری قمری به قراردادی که به موجب آن، بغداد به عثمانی‌ها واگذار می‌شد، تن در داد. سال پیش از آن نیز قندهار، به دست شاه جهان امپراتور مغولی هند از دست رفته بود. دلیل این شکست‌ها این بود که فرماندهان لایق و کارآزموده نظامی صفوی به دلیل بدگمانی‌های شاه صفی به آنان، کشته شده بودند.

#### شاه سلیمان یکم (۱۶۶۶–۱۶۹۴)
شاه سلیمان فرزند شاه عباس دوم در آغاز حکومتش هم از نظر اوضاع داخلی و هم از نظر مسائل خارجی، دشواری‌های بسیاری در ایران پدید آمده بود. قحطی و بیماری بر کشور سایه افکنده بود. طاعون در بین اهالی بیداد می‌کرد. عثمانی‌ها که گرفتاری‌هایشان در اروپا تمام شده بود، علی‌رغم قرارداد ۱۰۴۹ هجری قمری که مرزها را مشخص ساخته بود و منطقاً دستاویزی برای تجاوز وجود نداشت، دوباره چشم به ایران دوختند. شیخ علیخان زنگنه اعتماد الدوله خطر عثمانی‌ها را به شاه سلیمان گوشزد کرد و گفت که ممکن است آنها دوباره به ایران بتازند، شاه سلیمان هم با کمال خونسردی در پاسخ گفت:
«هرچه می‌خواهد بشود، ما را اصفهان کفایت می‌کند!»
 در دوران حکومت شاه سلیمان، جزیره قشم سه سال در تصرف هلندی‌ها بود و ازبک‌ها با مشاهده ضعف دربار صفوی، بار دیگر خراسان و شهرهای آن را مورد هجوم قرار دادند، زندگی مردم را غارت کردند و بسیاری از مردم بی‌گناه را به قتل رساندند. قزاق‌های روسی به تحریک تزار آلکسی سواحل گیلان را عرصه تاخت و تاز خود قرار داده بودند.

#### شاه سلطان حسین (۱۶۹۴–۱۷۲۲)
فساد سازمان حکومتی، جایگاه اوباش در مناصب دولتی، غارتگری‌های حاکمان شهرها، ولخرجی‌های هنگفت شاه، مالیات‌های کمر شکن، سقوط بازرگانی خارجی و نظایر آن از دلایل مستقیم فروپاشی نظام حکومتی صفویه در زمان شاه سلطان حسین بود.

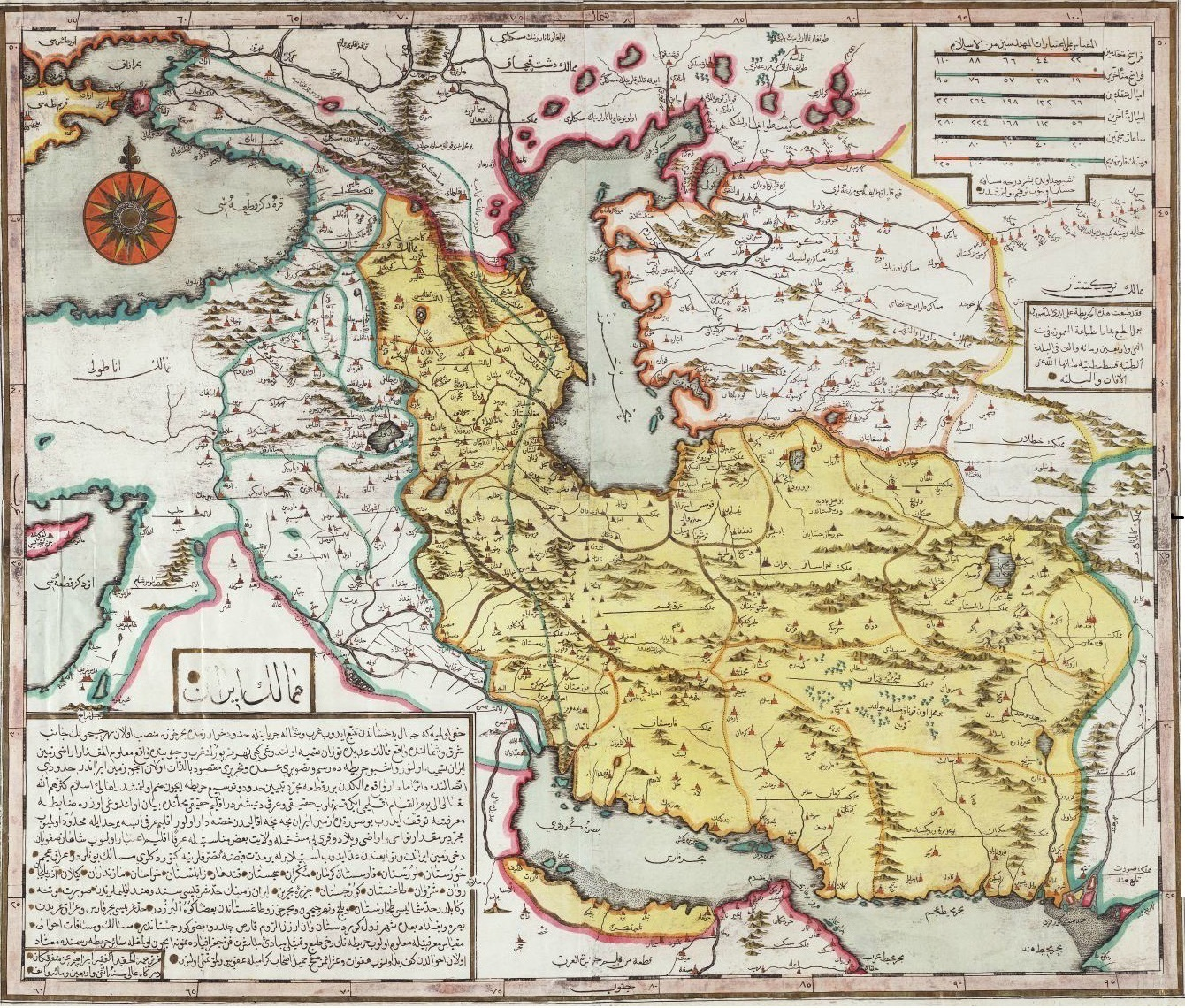
نقشه ایران اواخر دوره صفویه در سال ۱۷۲۹ میلادی

### سقوط
سرنگونی امپراتوری و دودمان صفویه عمدتاً برگرفته از اوضاع نابسامان اجتماعی، اقتصادی و سیاسی در پایان دوران این دودمان به‌ویژه در زمان زمامداری شاه سلطان حسین، واپسین پادشاه این امپراتوری می‌باشد. عوامل متعددی در فروپاشی نظام پادشاهی صفویه نقش داشته است، این عوامل عبارتند از:
1. ناتوانی و تحلیل رفتن تدریجی نیروی نظامی و سقوط اخلاقی نظامیان و کاهش تدریجی عنصر انضباط و جانشین شدن دشمنی و حسد میان سران قدیم و جدید سپاه که در طول حاکمیت این سلسله به وجود آمد.
2. بی‌اعتبار شدن وحدت میان پادشاهی و مذهب و از هم پاشیدن اساس تمرکزی که در سایه وحدت مذکور، حاکمیت صفویه بر آن بنا شده بود، بی‌آنکه ایدئولوژی دیگری جایگزین آن گردد.
3. درهم ریختن توازن میان ممالک و خاصه و کاسته‌شدن از انگیزه‌ها و علائق طبقات خدمت‌گزار بر اثر توسعه ناحق خاصه.
4. قدرت یافتن حکومت پشت پرده و نفوذ ملکه‌ها و خواجه‌سرایان در امور سیاسی و اداری کشور.
5. فساد و عشرت بارگی درباریان و در رأس آن‌ها پادشاه و ناآگاهی او از اوضاع کشور.
6. حرم‌پروردگی شاهزادگان و محروم ماندن آن‌ها از تربیت سیاسی و اجتماعی.
7. تحقیر و خوار انگاشتن مردم و فاصله عمیق بین حکومت و مردم.
8. تمرکز قدرت در دست پادشاه غیرقابل تعویض و بی‌هدفی او جناح‌گرایی و مخالفت را در محافل حکومتی به راه انداخت و به روحانیون اجازه داد تا طرح‌های احتکار غلات را به راه بیاندازند و دست فرمانداران درنده استانی را برای از بین بردن مردم بدون پاسخگویی باز گذاشت.
9. ترکیبی از فقدان چشم‌انداز و مشکلات مالی منجر به غفلت و لغو ترتیبات یارانه‌ای شد که تتمه وفاداری را که شاه از قبایل می‌خرید از بین برد
10. نفوذ فزاینده نوعی از اسلام شیعی تندرو به سرکردگی محمدباقر مجلسی، خلاء رهبری ضعیف شاه را پر کرد و باعث ایجاد خشم و شورش مردم اهل سنت ساکن در خراسان و کردستان و آسیای میانه شد.[۵۹]

## ادیان و باورها
زمانی که صفویان در سال ۱۵۰۱ میلادی کنترل سیاسی ایران را به دست گرفتند، مهم‌ترین اقدام آنها رسمی کردن تشیع دوازده‌امامی به‌عنوان دین رسمی کشور بود. این تصمیم پیامدهای بزرگی داشت. این کار ایران را از بیشتر کشورهای مسلمان دیگر متمایز کرد و به محافظت از کشور در برابر سلطه امپراتوری عثمانی کمک نمود. رسمی کردن تشیع به عنوان دین دولتی همچنین باعث تقویت دولت مرکزی شد و به ایجاد حس وحدت ملی در میان مردم، فراتر از تقسیمات قومی، کمک کرد. به دلیل اینکه صفویان نظام حکومتی قدرتمندی، ارتشی منظم و مرزهای مشخص از خود به‌جا گذاشتند، آنها به‌عنوان بنیان‌گذاران دولت مدرن ایران شناخته می‌شوند.

### تغییر مذهب مردم
زمانی که صفویان به قدرت رسیدند، مردم ایران بیشتر اهل تسنن بودند. شیعیان بیشتر در شهرهای مشهد، سبزوار، قم، کاشان و مناطق شمالی البرز ساکن بودند. با به قدرت رسیدن شاه اسماعیل و اعلام رسمیت تشیع، مذهب شیعه دوازده‌امامی بر مردم تحمیل شد و بخش زیادی از مردم به این مذهب روی آوردند و تراکم اهل تسنن، بیشتر به مناطق مرزی محدود شد. از نظر جمشید نوروزی و یدالله شکری یکی از دلایل رسمی‌کردن مذهب تشیع توسط صفویان، ایجاد وحدت و یگانگی میان مردم، مشخص کردن ایران از دیگر کشورهای اسلامی و تأمین استقلال کشور بود.
در دوره صفوی کتاب‌ها و رساله‌های دینی متعددی به زبان فارسی نوشته شد. با این اقدام، درک اصول دین و مسائل شرعی، از انحصار عربی‌دانان خارج شد و بسیاری از گروه‌های متوسط و پایین جامعه که سواد خواندن و نوشتن فارسی را داشتند نیز توانستند از این اطلاعات استفاده کنند.

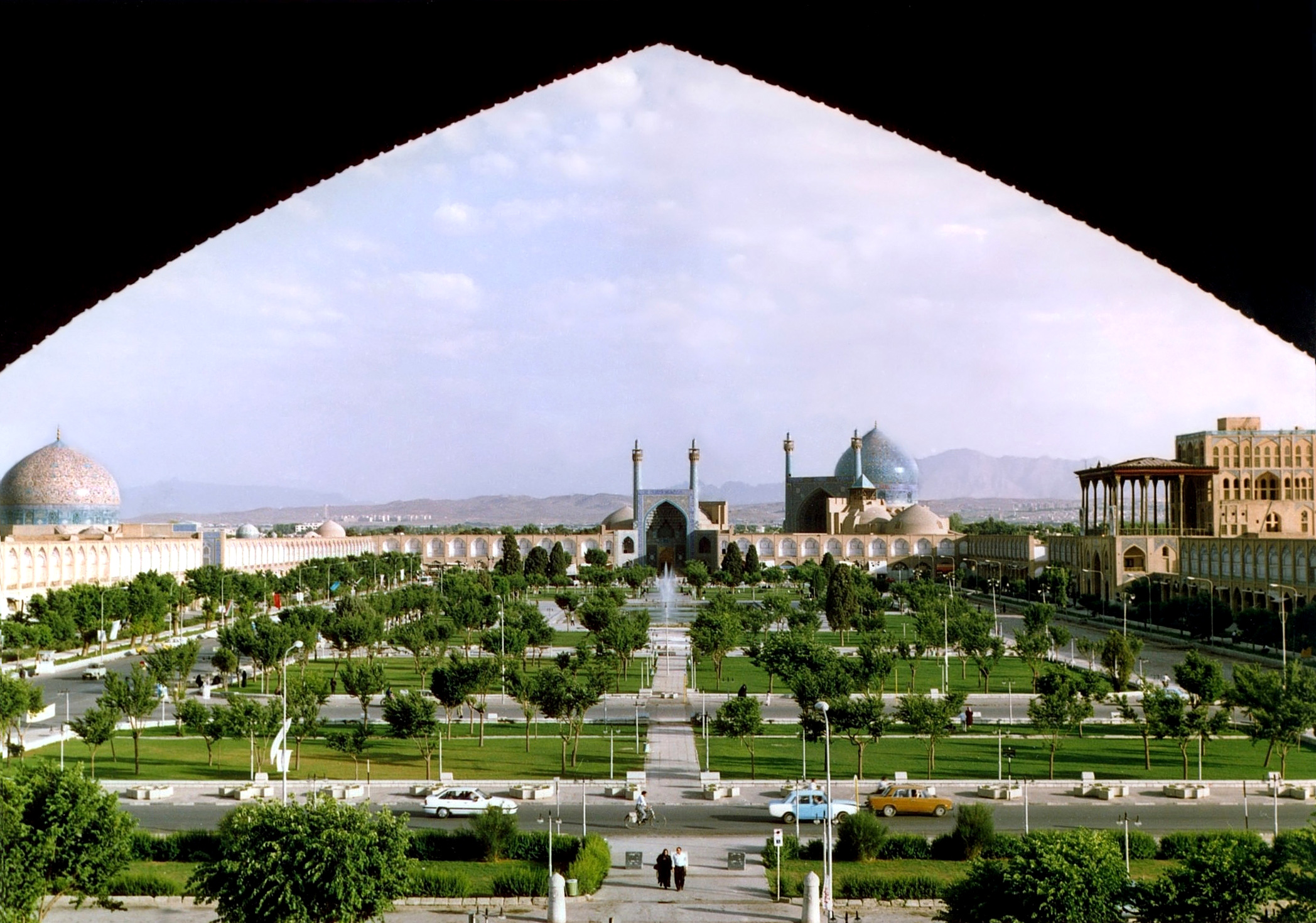
میدان نقش جهان، میدان مشهور ساخته شده به وسیله صفویان که نماد مذهبی سیاسی داشت.

در عصر صفوی پادشاهان به ساخت و تعمیر مسجد، مدرسه و بناهای مذهبی توجه زیادی داشتند. پادشاهان صفوی در شهرهای مشهد و قم نیز بناهایی احداث کردند. در آن زمان بزرگان و ثروتمندان هم، مسجد و مدرسه‌های زیادی ساختند.

### تقدس و پرستش شاهان صفوی
تقدس شاهان صفوی به حدی بود که هرکس به دربار آنان می‌رفت بایستی در برابرشان سجده می‌کرد. کمپفر پزشک آلمانی که در زمان شاه سلیمان یکم در ۱۶۸۳ تا ۱۶۹۳ میلادی به ایران آمده بود، توصیف می‌کند که چگونه ایرانیان از شدت اعتقاد به قداست شاه، شفای بیماران را در آب لگن دستشویی او جستجو می‌کردند و بیمار باید از آبی که به نحوی از این تشعشع وجودی شاه نیرو گرفته بنوشد! خواه شاه این آب را برای شستن دست‌ها به کار برده باشد، یا اینکه آب به هر نحوی با بدن وی تماس یافته باشد و شفای خود را بیشتر در آب لگن شاه می‌جویند تا در داروی داروخانه‌ها.
شاه صفوی برای قزلباشان مقدس بود و آنها برای اثبات ارادت خود هرکس را که شاه به او خشم می‌گرفت به‌سرعت زنده زنده می‌خوردند. شاردن می‌گوید: «اگر شاه به پدری فرمان دهد که پسرش را به دست خود بکشد یا به پسری بگوید پدرش را به قتل برساند، باید بی‌درنگ اجرا شود.
شاه سلطان حسین برای مقابله با افغان‌ها دستور پخت یک آبگوشت سحرآمیز را داد که پس از اطعام سپاهیان آنان نامرئی شده و بر دشمن پیروزی یابند. در ظرف دو پاچه بز نر با ۳۲۵ غلاف سبز نخود ریختند و ۳۲۵ ورد توسط دوشیزه‌ای بر آن خوانده شد. این گونه خوش‌باوری‌ها مانع تفکر در تمام طبقات شده و ذهن عوام را آماده قبول و دفاع تعصب‌آمیز از آنها کرده بود.
شاه صفوی حلال و حرام را تعیین می‌کرد و کشته‌شدن در راه او شهادت محسوب می‌شد. مردم شاه را پدر و موجودی مقدس می‌پنداشتند و برای نشان‌دادن اعتقاد خود به شاه، لحظه‌ای درنگ نمی‌کردند و اوامر او را بی‌چون و چرا اطاعت می‌کردند. شاهان صفوی قدرت عظیمی به‌ویژه در تصمیم‌گیری دربارهٔ مرگ و زندگی اطرافیانشان داشتند.

### اعتقاد به ظهور امام زمان در عصر صفوی
شهرت یافته بود که ظهور امام زمان بلافاصله بعد از حکومت صفویه خواهد بود. خواص و عوام برای زمینه‌سازی ظهور امام زمان به ساختن اصطبل برای اسب او اقدام می‌کردند. شاردن در سفرنامه خود می‌گوید که در اصفهان و سبزوار و قم، طویله مخصوصی از اسبان را برای امام زمان نگه می‌داشتند تا در لحظه ظهور آماده باشند. شاه تهماسب یکم اولین خواهر خود را مجرد نگاه داشته بود تا به عقد امام زمان دربیاورد و این دختر تا آخر عمر مجرد ماند و پس از مرگش، محتشم کاشانی با اشاره به بکارت او قصیده‌ای سرود و او را به مریم باکره تشبیه کرد.

### رواج خرافات
در حکومت صفویه، شاه نمایندهٔ خدا و جنبهٔ الهی داشت. خرافات رایج در زمینهٔ اعتقادات شخصی شاه و باورهای خرافی جامعه دربارهٔ او در باورهای دینی مطرح شده است؛ روند تشیع در این دوره و غلبهٔ اخباری‌گری و ویژگی‌های صوفیانه که مبنای عقلانی ضعیف داشتند، موجب ضعف عقلانیت و باورهای اقشار شد. حاکمیت استبدادی که از جهل مردم سود می‌برد؛ سنت‌های قبایل ترک آناتولی از جمله دلایل رواج خرافات بودند.
محمدباقر مجلسی یکی از بزرگ‌ترین شیخ‌الاسلام‌های صفویه، معتقد بود دین برای همه امور دنیوی و اخروی و جامعه‌شناسی و روان‌شناسی و سیاست و تجارت و پزشکی و نحوه زندگی و غذاخوردن و… دارای حدیث و روایت است. او حدیث و روایت (اخباری‌گری) را سرچشمه معرفت دینی می‌دانست. گسترش این تفکرات باعث شد برای هر مسئله‌ای به‌دنبال روایت و دعای مربوط بگردند که نتیجه آن جلوگیری از تفکر و در نهایت لغزیدن جامعه به دامن خرافات شد.

#### رواج غیب‌گویی، خواب‌گزاری و جادوگری
ژان شاردن اشاره می‌کند: «عالمان دین اطلاق غیب‌گویی، پیشگویی، رمالی، جادوگری و دعانویسی را تأیید می‌کنند و آن را فنی درخور اعتنا می‌شمارند؛ خود نیز به آنها آشنایی دارند و گاه در یک یا چند رشتهٔ آن فعالیت می‌کنند. دیگر دانشوران نیز با اینکه به خوارمایگی این خرافات و اباطیل به خوبی آگاهند، به گونه‌ای شیفتهٔ آنها می‌باشند»
تعبیر خواب در تصمیم‌های مملکتی تأثیرگذار بود. از نمونه‌های آن روایت دستور دادن علی به شیخ حیدر است که ضمن بشارت ظهور صفویان، نوع پوشش و کلاه آنان را نیز تعیین می‌کند و می‌گوید: از برای صوفیان و مریدان خود تاجی بساز از سقرلاط سرخ و خودش نمونه تاج را در دست داشت و دوازده سنگ در آن قرار داد تا شیخ حیدر یاد بگیرد!
کیمیاگری نیز در عهد صفوی رونق داشت. کیمیاگران به‌دنبال تبدیل فلزات به طلا و جاودان کردن عمر انسان توسط مایعی که «اکسیر» می‌نامیدند بودند. کار خود را با دعا و طلسم و تعبیرات متافیزیکی در هم آمیختند و از علوم اسرار آمیز دم می‌زدند. در همین زمان در اروپا، علم شیمی به‌عنوان علم شناخت تجزیه و ترکیب تجربی و آزمایشگاهی مواد درحال تکوین و توسعه بود.
اسطرلاب که در سده دهم میلادی و توسط دانشمندان مسلمان، برای تعیین طول و عرض جغرافیایی و زمان‌های حرکت ستارگان تکمیل شده بود و یک ابزار علمی نجومی بود، پس از شش تا هشت قرن، در عهد صفوی به ابزاری برای غیب‌گویی و رمالی تبدیل شد که منجمان دربار از آن برای پیشگویی پیروزی‌ها و شکست‌های نظامی یا احوالات شاه و اطرافیانش استفاده می‌کردند.

#### رواج تقدیرگرایی
تسلیم‌بودن دربرابر تقدیر و سرنوشت، به حدی رواج یافت که مقابله با حوادث و بلایا به نوعی مقابله با خواست خداوند تلقی می‌شد. ضیافت شاه سلطان حسین در عمارت چهل‌ستون یکی از نمونه‌های بارز تقدیرگرایی در این دوره است: «زمانی که مشغول صرف شام بودند، یکی از ستون‌های عمارت آتش گرفته و حتی به قسمتی از سقف هم سرایت کرد. در این موقعیت شاه به کسی اجازهٔ خاموش‌نمودن آتش را نداد. توجیه شاه از ممانعتش این بود که چون اراده و مشیت خداوند به این تعلق بگیرد که این تالار بسوزد، نباید برخاست خداوند پیشی گرفت»
تعیین زایچه از سوی ستاره‌ها و صور فلکی قبل از تولد کودک، تعیین مناسب برای رفتن به خانه نو، پوشیدن لباس نو، زمان مناسب برای عقد و روز عروسی و … از دیگر مواردی بود که باید مورد تأیید منجمین قرار می‌گرفت.

#### اعتقاد به سحر و طلسم
مقولاتی چون سحر، طلسم، جادو، پیشگویی و متوسل شدن بی‌حد و مرز به طالع بینی زمینه‌های آمیختگی امور زندگی را با خرافات فراهم می‌ساخت؛ مثلاً به‌هنگام تولد باید کلیدی را زیر بدن نوزاد موقع قطع بند ناف قرار می‌دادند تا احتمال اینکه او بعداً دزد شود کاهش یابد. می‌پنداشتند عبور زنان نازا از زیر جسدهای به دار آویخته شده و دادن مغزهای گردو به مردانی که در راه با آنها روبه‌رو می‌شدند آنان‌را شفا می‌دهد.

#### رواج خرافات در مورد مرگ و خاک‌سپاری
بعد از مرگ شاه عباس اول، چند تابوت درست کردند و به‌صورت هم‌زمان به تشییع جنازه پرداختند تا مکان دقیق خاک‌سپاری مشخص نباشد و خانوادهٔ شاه از طلسم در امان باشند. هنوز هم دربارهٔ مکان قبر شاه عباس، اختلاف نظر وجود دارد.
شاردن نوشته است: «ایرانیان براطلاق دربارهٔ جسد و آرامگاه پادشاهان خود به اوهام و خرافات عجیبی پایبندند و بر این باورند که چون ممکن است ارواح خبیثه با افسون و جادو در آن نفوذ کنند و عزایم و طلسم‌هایشان مایهٔ شوربختی و پراکندگی و آشفته‌حالی فرزندان و بستگانشان گردد، گور آنان را مخفی می‌دارند. بدین‌سان که چندین تابوت مشابه درست می‌کنند و هر یک را به شهری می‌فرستند و همه را با تشریفات یک‌سان به خاک می‌سپارند تا آرامگاه واقعی بر همگان معلوم نگردد. اما راست این است که اگر کسی بخواهد بر محل واقعی دفن جسد آگاه گردد، با اندک پیگیری و خرجی (پول دادن) نه بسیار زیاد، به مقصود می‌رسد!»

### برپایی مراسم‌های سوگواری و محرم
سوگواری برای کشته‌شدگان شیعه که در زمان حکومت صفویه، رونق بسیار یافت. روضه خوانی و مداحی در ایام محرم معمول شد. دیگر فعالیت‌های مذهبی رایج عبارت بودند از: شبیه‌خوانی، راه افتادن هیئت (دسته) با علم و کتل در معبرها و تکیه‌ها و مسجدها، جشن گرفتن روزهای ولادت ائمه شیعه و عزاداری در ایام درگذشت آنان. شاعران نیز، تحت‌تأثیر این جو مذهبی، موضوع اشعار خود را تغییر دادند و به ستایش و مدح ائمه و سرودن مرثیه برای آنان پرداختند. از جمله شاعران معروف در این زمینه می‌توان به اشعار محتشم کاشانی اشاره کرد.
صفویان مردم را برای زیارت کردن تشویق می‌کردند. در این دوره، به دلیل جنگ‌های دائمی با عثمانیان، به جای زیارت اماکن متبرک‌های که در عراق قرار داشت، زیارت مشهد و قم رواج یافت. در آن زمان شاه عباس اول، برای زیارت مرقد علی بن موسی‌الرضا، مسیر اصفهان تا مشهد را پیاده طی کرد.
فیگوئروا نوشته است: «کسانی گودالی می‌کنند و تمام بدن برهنه خود را تا گردن در خاک فرومی‌کنند و فقط سرشان بیرون می‌ماند. رفیقشان از حاضران صدقه جمع می‌کند. آنها پیش از فرورفتن در گودال در سبدی می‌روند و در سبد را به گردن می‌چسبانند. پس از آن‌که با سبد در گودال رفتند، تا زیر ریششان را از خاک پر می‌کنند و هنگام عصر به کمک هم‌دستان از سبد خارج می‌شوند و شب را به خوردن و استراحت می‌گذرانند. صبح فردا پیش از روشن‌شدن هوا به سبد بازمی‌گردند و تا آخرین روز عزاداری این‌کار ادامه دارد…»
ریختن خون به روش‌های مختلف برای امام سوم مرسوم بود. با این هدف که این خون‌ها موجب تسکین دردهای اهل بیت شود. این باور تا به امروز نیز ادامه دارد. قمه‌زنان روز عاشورا و روز بیست و یکم رمضان، لباس سفیدی به نشانهٔ کفن بر تن می‌کردند و موی سر را می‌تراشیدند. پیش از طلوع آفتاب با قمه و شمشیری که در دست داشتند، بر فرق سر می‌کوفتند. گاهی افرادی بودند که برای کنترل ضربات قمه، چوبدستی را مقابل قمه و شمشیر می‌گرفتند. اگر کسی براثر ضربات کشته می‌شد، او را شهید می‌نامیدند و بنا به اعتقاد قزلباشان، در آن دنیا با امام محشور می‌شد.

## دولت

### نام
نام رسمی قلمرو دولت صفویه «ملک وسیع‌الفضای ایران» (سرزمین پهناور ایران) بود. به‌کار بردن این اصطلاح سیاسی که در تاریخ‌نگاری رسمی دولت ذکر می‌شد، با یکپارچگی دوباره‌ای که ایران در دروان صفویه به آن رسید، مرتبط بود. «ممالک محروسه ایران» نیز یک نام مشابه دیگر بود که در دوران صفویه ایجاد شد و به عنوان نام رسمی ایران به‌کار می‌رفت. این ایده «سرزمین‌های تحت محافظت» نیز نشان‌دهنده احساس یکپارچگی سرزمینی و سیاسی در جامعه‌ای بود که در آن زبان فارسی، فرهنگ، سلطنت و اسلام شیعه به عناصر جدایی‌ناپذیر یک هویت ملی جدید و در حال توسعه تبدیل شدند. این مفهوم احتمالاً در دوران ایلخانان مغول در اواخر قرن سیزدهم میلادی شروع به شکل‌گیری کرده بود؛ دوره‌ای که در آن رخدادهای منطقه‌ای، تجارت، فرهنگ مکتوب و تا حدی گسترش تشیع، به تأسیس یک جهان نوین ایرانی کمک کرد. شکل کوتاه شده این عنوان «ممالک ایران» بود و اشکال دیگری مانند «ممالک محروسه خسروانی» و «ممالک محروسه همایونی» نیز داشت یا به سادگی لفظ «ایران» هم به تنهایی برای اشاره به آن سرزمین استفاده می‌شد. در منابع معاصر اولیه، این کشور «پادشاهی قزلباش» نامیده می‌شد.

### ساختار
از دید تاریخ ایران کنونی، دولت صفوی دارای دو ارزش اساسی و حیاتی است: نخست، ساخت ملتی یگانه با مسئولیتی یگانه در برابر مهاجمان و دشمنان، و نیز در برابر گردنکشان و شورشیان بر فرمان‌روایی مرکزی؛ دوم، ساخت ملتی دارای آیینی ویژه که بدان شناخته شده و برای نگاهبانی از همان آیین، دشواری‌های بزرگ را در برابر یورش‌های دو دولت نیرومند خاوری و باختری تحمل نموده است. در این مورد، آیین رسمی شیعه دوازده‌امامی، همان کاری را انجام داد که اکنون جهان‌بینی‌های سیاسی در ساخت فرمانروایی‌ها می‌کنند.
به هر روی با ساخت دولت صفوی، گذشته دیربازی از گسیختگی پیوندهای ملی ایرانیان به دست فراموشی سپرده شد و بار دیگر به گفتهٔ براون، از ملت ایران «ملتی قائم بالذات، متحد، توانا و واجب الاحترام ساخت و ثغور آن را در ایام سلطنت شاه عباس یکم به حدود امپراتوری ساسانیان رسانید».
رشته راستین و اساسی این پیوند ملی، آیین تشیع بود، و گرنه با وضعی که در آن روزگار پیش آمده بود، هیچ چیز دیگری نمی‌توانست چنین تأثیری در بازگرداندن آن پیوند و همبستگی داشته باشد، چنان‌که اهل سنت ایران که در دورهٔ شاه اسماعیل یکم و شاه تهماسب یکم زیر فشارهای سختی بودند، به جای ماندن دولت عثمانی و پیوستن ایران را به خاک آن دولت آرزو می‌کردند. دسته‌هایی از کردان سنی مذهب که گرایشی به فرمانبری از یک پادشاه شیعی مذهب نداشتند، بی‌هیچگونه مقاومتی و مخالفتی در قلمرو عثمانی به جای ماندند؛ و دست به دست گشتن برخی از سرزمین‌های کردنشین میان دو دولت عثمانی و صفوی تأثیری در مذهب آن‌ها نداشت.
البته از سوی دیگر بر ملیت ایرانی نیز پای‌فشاری می‌شد. همه مردم جای گرفته در ایران خود را هم‌وندی (عضوی) از این کشور و ایرانی می‌دانستند و مردم ترک و تاجیک (نامی که در آن زمان به ایرانیان غیر ترک داده شده بود)، دوستدار پادشاهی صفویان بودند و حتی امروزه نیز مردم ایران با دوست‌داری از این خاندان یاد می‌کنند. شاه اسماعیل یکم با پای‌فشاری بر اهمیت ملی‌گرایی، پست‌های دولتی را میان مردم گوناگون بخش کرده بود و با ترویج شاهنامه‌خوانی، دوستی به ملیت ایرانی را میان ایرانیان گسترش داده بود. چنان‌که که در بیشتر ایل‌های آن زمان، شعرهای حماسی شاهنامه خوانده می‌شد و مردم ایل‌های ترک قزلباش نیز شعرهای شاهنامه را از برداشتند. حتی شاه اسماعیل نام فرزندان خود را از نام‌های ایرانی و شاهنامه برگزیده بود، مانند: تهماسب، سام، القاس، فرنگیس و…
سازمان حکومتی صفویان در آغاز آمیخته‌ای از ساختار رده‌بندی صوفیان و ساختار سنتی پادشاهی در ایران بود. به این روی که در بالای هرم نیرو شاه جای داشت که هم آدم نخست فرمان‌روایی و هم مرشد کامل بود و پس از او وکیل یا وکیل نفس نفیس همایون بود. وکیل دارای نقش وزیر اعظم (رئیس دیوان‌سالاری) بود و هم میانجی بین مرشد کامل و صوفیان. در ساختار نظامی ایل‌های قزلباش نیز رده‌بندی ایلی صوفیانه وجود داشت. اما دیوان‌سالاری فرمان‌روایی بر اساس ساختارهای کهن ایرانی کار می‌کرد چرا که قزلباشان از آغاز در کارهای دیوانی نقش چندانی نداشتند. نقش شاه به عنوان مرشد پس از جنگ چالدران سست شد و این کار در زمان شاه تهماسب یکم و شاه محمد خدابنده و شاه عباس ادامه یافت، به آرامی نقش باورهای صوفیان در ساختار فرمان‌روایی کاهش یافت به گونه‌ای که ردهٔ وکالت به کلی از میان رفت و بسیاری از اختیارهای مقام‌های صوفی به مقام‌های دیوانی داده شد. کارهای عامدانه و هوشمندانه شاه تهماسب یکم و شاه عباس یکم در کاهش باورهای صوفیانه، برای کنترل کردن خودسری‌های سران قزلباش در این روند نقش بسیاری داشت. در زمان شاه عباس بزرگ بینندهٔ ساخت سازمان فرمان‌روایی تازه‌ای هستیم که بر اساس الگوی دیوان‌سالاری کهن ایرانی درست شد و تا پایان پادشاهی قاجارها تقریباً پایدار ماند. در این ساختار فرمانروایی، شاه در نوک هرم نیرو جای دارد. فرمان‌های او قانون شمرده می‌شود و کسی حق مخالفت با او را ندارد. وزیر اعظم بالاترین مقام اجرایی پس از شاه است و ریاست سازمان دیوانی را بر دوش دارد. وی میانجی دولتیان و شاه است. گزارش‌هایی که از دیوان‌ها و سازمان‌ها برای شاه فرستاده می‌شوند، نخست توسط وی خوانده می‌شود و در صورت خواست وی به آگاهی شاه می‌رسد. پس از شاه عباس یکم، از جمله کارهای مهمی که وزیر اعظم برای شاهان صفوی انجام می‌دادند، جلوگیری از رسیدن خبرها و گزارش‌های ناراحت‌کننده به شاه بود. خانهٔ وزیر اعظم به‌طور معمول نزدیک کاخ شاه بود تا در صورت نیاز به گرفتن دیدگاه شاه در رای‌گیری به تندی بتواند به شاه برسد.

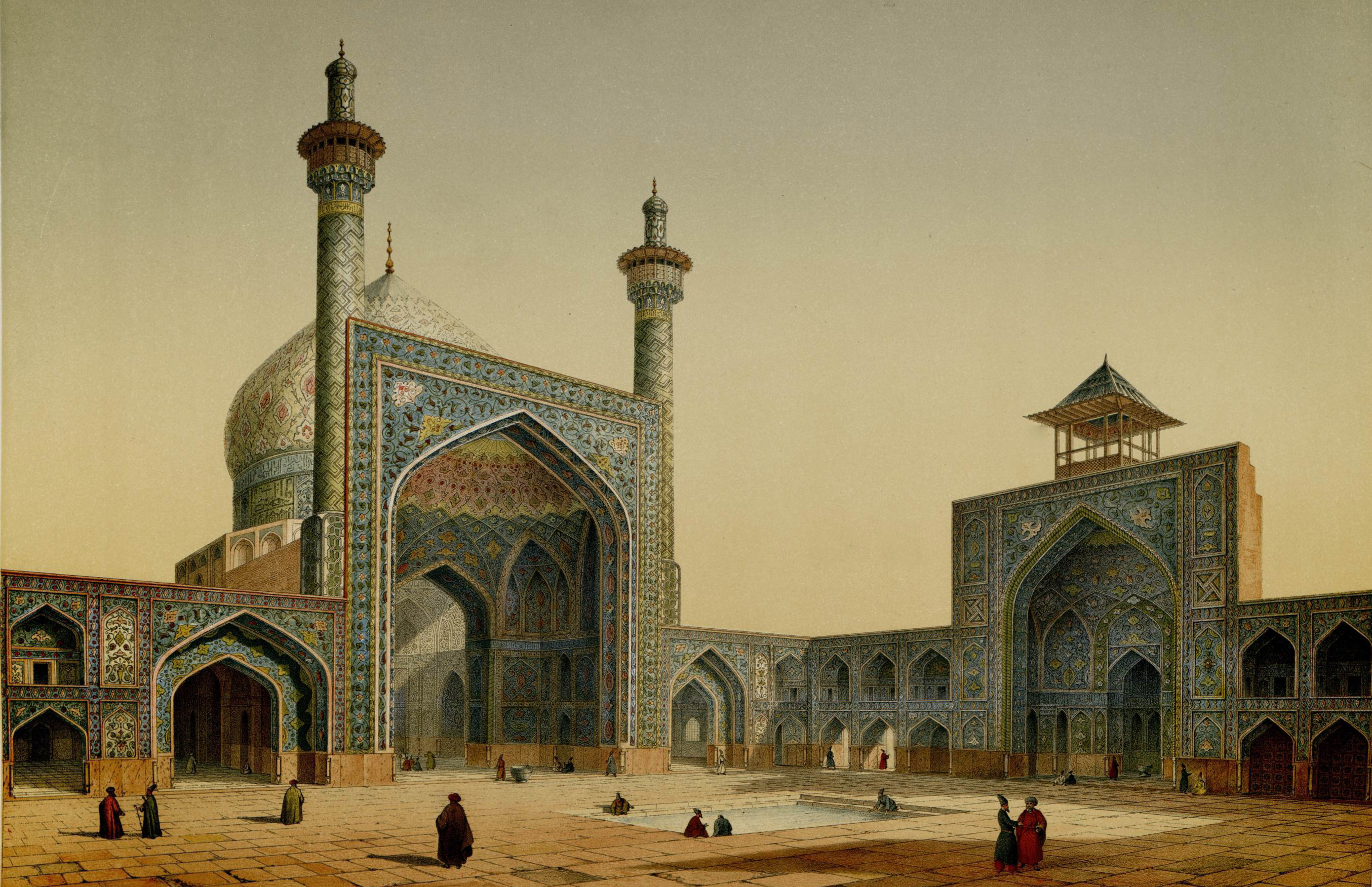
نمایی از صحن مسجد شاه اثر پاسکال کاست

### قوانین

#### ساختار قضایی
سازمان قضایی به دو بخش عرفی و شرعی بخش می‌شد. بخش عرفی دربرگیرندهٔ رسیدگی به کارهایی مانند کشتن و زد و خورد و تجاوز (کارهایی که وابسته به نگهداری نظم و امنیت و سازمان سیاسی بود) می‌شد و بخش شرعی دربرگیرندهٔ رسیدگی به دعاوی حقوقی و شرعی بود. ریاست بخش رسیدگی به دعاوی عرفی با مقام دیوان بیگی است و مسوولین رسیدگی به این دعاوی در شهرها نیز داروغهها هستند. ریاست نظام قضایی شرعی نیز بر عهده صدر است. صدر بالاترین مقام دینی در دولت را داراست و خود از میان علمای نام‌ور شیعه گزینش می‌شود. قاضی‌های شرع از میان علمای شیعه (ملایان) گزینش شده و توسط صدر گماشته می‌شوند. از کارهای دیگر صدر، برداشت و گماشت شیخ‌الاسلام‌ها در شهرها و رسیدگی به کارهای موقوفات در همهٔ کشور است.
قاضی‌های گماشته از سوی صدر یا قاضی‌های شرع، متصدیان ثبت رسمی اسناد هم شمرده می‌شوند و اسناد داد و ستد و خرید و فروش و دارایی مردم تنها با ممهور شدن به مهر آن‌ها رسمیت می‌یابند. عدم وجود مرز دقیق میان کارهای شرعی و عرفی هر از گاهی موجب ناکارآمدی‌هایی در سازمان قضایی می‌شد و این مشکل تا زمان به شاهی رسیدن رضاخان همواره در ایران وجود داشت. از سختی‌های دیگر این سازمان قضایی این بود که هر شخصی می‌توانست در صورت نیاز به هر کدام از قاضی‌ها (گاه بیش از یک قاضی) که دلخواه او بود، مراجعه نماید.
نظام قضایی در عصر صفوی کارآمد نبود و دچار بی‌نظمی و فساد بوده و اکثراً باعث می‌شد افراد به شخص شاه مراجعه کنند. دیوان‌بیگی مسئول قضاوت قوانین عرفی و صدر مسیول قوانین شرعی بوده؛ اما در عمل، داروغه کار دستگیری و قضاوت و اجرای احکام را انجام می‌داده است. در این میان شاه هم به‌دلخواه در هر موردی دخالت می‌کرده.

#### ساختار اجرایی
کشور از زمان شاه عباس به پنج سرزمین، بخش شده بود و هر کدام از آن سرزمین‌ها را نیز به بخش‌های کوچک‌تر (تا ۲۵ سرزمین بخش کرده بودند). خان بالاترین مقامی بود که از طرف شاه برای اداره یک سرزمین گماشته می‌شد و تنها زیر نظر شاه انجام کار کرده و تنها به او پاسخگو بود. سرزمین زیر فرمان یک خان، خود به چند بخش تقسیم می‌شد که اداره آنها را افرادی که دارای سمت سلطان بودند، به دوش داشتند. سلطان‌ها به راستی والیان درجه دوم بودند. مقام پسین در میان والیان پس از سلطان بیگلربیگی نام داشت. خان‌ها و سلطان‌ها در بخش زیر فرمان خود مانند یک شاه کوچک فرمانروایی می‌کردند. خان‌ها، بخش اصلی درآمد سرزمین خود را برای کارهای درونی اداری و شخصی خود و نیز تعهد پرداخت مواجب سربازانی که از مرکز به آنها محول شده بود، مصرف می‌کردند و اندازهٔ نسبتاً کمی را برای دربار می‌فرستادند. آنها در برابر تهدیدهای بیگانه متعهد به نگاهبانی سرزمین زیر فرمان خود بودند. بیشتر قریب به اتفاق خان‌ها و سلطان‌ها، سران قزلباش بودند و با ایل خود در سرزمین زیر فرمان زندگی می‌کردند.

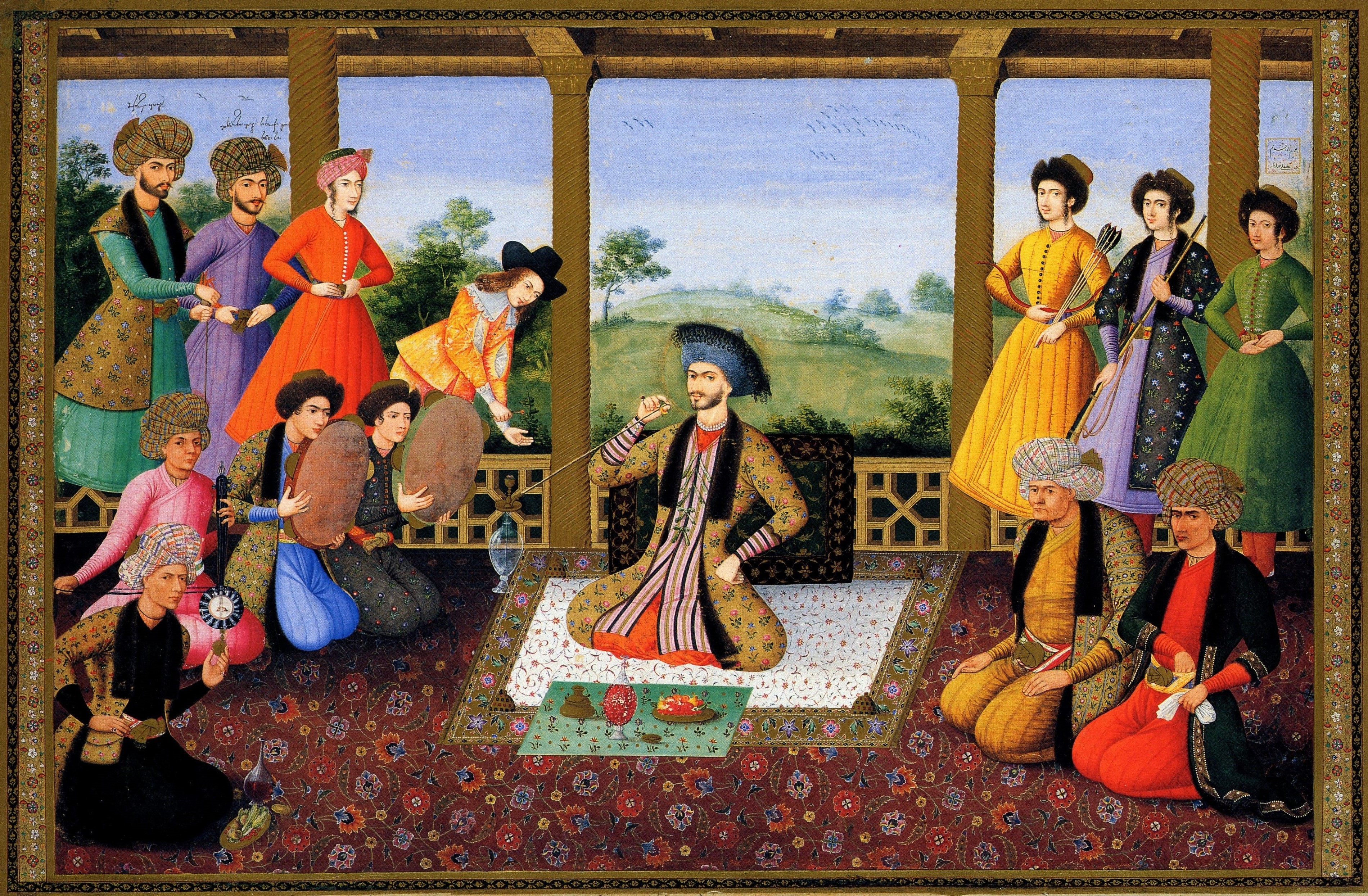
شاه سلیمان یکم در اصفهان در سال ۱۰۴۹ خورشیدی

در این میان برخی از بخش‌های کشور بودند که فرمانروای آنها از خودمختاری خان یا سلطان برخوردار نبود و به راستی وکیل یا نماینده‌ای از طرف شاه آنها را اداره می‌کرد که آنها را وزیر می‌نامیدند. همهٔ درآمد این بخش‌ها برای دربار فرستاده می‌شد و بودجه مصرفی این بخش‌ها را دربار تعیین و تأمین می‌کرد. این بخش‌ها را اراضی خاصه می‌نامیدند. در آغاز پادشاهای صفویان بخش‌های خاصه محدود به استان‌های نزدیک به تخت‌گاه بود اما از زمان شاه عباس به این بخش‌ها افزوده شد؛ زیرا از یک سو درآمد مستقل شاه را افزایش می‌داد و از سوی دیگر از افزایش نیروی فرمانده‌های قزلباش در برابر شاه جلوگیری می‌شد. اما در برابر، فرمانروایان بخش‌های خاصه از توانایی نظامی و مدیریتی و انگیزه بسیار کمتری نسبت به خان‌ها و سلطان‌ها برای اداره برخوردار بودند و در برابر تهدیدهای بیگانه بسیار سستی می‌کردند.
از زمان شاه صفی به بعد بخش‌های خاصه به تندی گسترش یافتند و یکی از علت‌های ناتوانی نیروی نظامی صفویان را همین کار می‌دانند. در برابر گاهی یک بخش دچار تهدید بیگانه می‌شد و شاه برای افزایش توان برابری یک خان قزلباش را بر آن بخش می‌گمارد. تا پایان پادشاهی شاه عباس یکم هیچکدام از استان‌های مرزی به گونهٔ خاصه اداره نمی‌شد. در زمان شاه صفی ایالت فارس به گونهٔ خاصه درآمد زیرا تهدیدی نظامی برای آنجا گمان نمی‌شد.
بالاترین مقام اجرایی در شهر خان یا سلطان یا وزیر آن بخش شمرده می‌شد (چه در آن شهر جای‌گیر باشد چه نباشد). پس از خان یا سلطان یا وزیر، داروغه شهر جای داشت. اداره‌کننده اصلی شهر، به راستی داروغه بود. داروغه کار نگهداری امنیت و نظم شهر و همچنین کار رسیدگی به دعاوی وابسته به زد و خورد و کشت را به دوش داشت. عسس، کوتوال، کلانتر و محتسب همه زیر فرمان داروغه کار می‌کردند. عسس فرماندهی نگهبانان شب را به دوش داشت. کوتوال مسئول نگاهبانی و نگهداری از استحکامات بود و در شهرهایی که داروغه نداشت، عسس کار داروغه را نیز دارا بود. کلانتر میانجی بین داروغه و مقام‌های بالاتر با مردم عادی بود. در شهرهای بزرگ هر محله برای خود دارای کلانتر بود. کلانتر کار نگاهبانی از حقوق مردم در برابر دولتیان و بخش‌بندی کارهای سخت (گفته‌شده از سوی مقام‌ها) به گونهٔ برابر بین مردم و گرفتن مالیات‌ها از مردم را بر دوش داشت. در روستاها کدخداها کارهای کلانترها را انجام می‌دادند. محتسب بر درستی اندازه‌ها و اوزان در شهر نظارت می‌کرد و نرخ کالاهای اساسی را نیز در شهر تعیین و اعلام می‌کرد.

### دربار سلطنتی

نشان پادشاهان صفوی

### ارتش
نیروهای سپاه ایران در آغاز به پادشاهی رسیدن شاه اسماعیل یکم تا زمان پادشاهی شاه عباس یکم، درست‌شده از ایل‌های قزلباش بود. قزلباشان به گونهٔ سواره می‌جنگیدند و سواران آن‌ها را قورچی می‌نامیدند. قورچی‌ها مسلح به شمشیرهای هلالی شکل (مناسب برای نبرد سواره)، کمان و تفنگ بودند. از زمان شاه عباس بزرگ به بعد نیروهای پیاده مسلح به تفنگ از مردم تاجیک (غیر قزلباش) و نیز سپاه غلامان خاصه (درست‌شده از گرجی‌ها، چرکسها و ارمنی‌ها) ساخته شد. توپخانه نیز معمولاً در دوره‌گیری (محاصره) شهرها از زمان شاه تهماسب یکم به کار گرفته می‌شد؛ اما به دلیل گونهٔ تاکتیک‌های جنگی ایرانیان که بر اساس تحرک زیاد در میدان جنگ بود، در جنگ‌های مستقیم نقش زیادی نداشت.
بالاترین مقام نظامی از زمان شاه عباس یکم به بعد سپهسالار ایران بود. این سمت در ابتدا دائمی بود، ولی از زمان شاه صفی در زمان جنگ تعیین می‌شد. مقام‌های اصلی سپاه ایران در زمان شاه سلیمان (گفته از سفرنامه کمپفر) به شرح زیراند:
- قورچی باشی: فرمانده قورچیان (سواران قزلباش) و بالاترین مقام پس از سپهسالار. قورچی‌ها در زمان شاه سلیمان حدود ۱۰ تا ۱۲ هزار نفر تخمین زده می‌شوند و سالانه ۱۰ تا ۱۲ تومان مزد می‌گرفتند.
- قوللر آقاسی: فرمانده سپاه غلامان. سپاه غلامان از گرجیان، چرکسها، ارمنیان و دیگر غیر ایرانیان ساخته می‌شد که به گونهٔ سواره می‌جنگیدند. شمار آن‌ها حدود ۱۵ تا ۱۸ هزار نفر تخمین زده می‌شد و سالانه کمی کمتر از ۱۰ تومان مزد می‌گرفتند.
- تفنگچی‌لر آقاسی: فرمانده سپاه تفنگچیان پیاده بود. این تفنگچیان تاجیک (ایرانی غیرترک) بودند و پیاده می‌جنگیدند. به این‌گونه از اسب تنها برای نقل و انتقال پیش از درگیری استفاده می‌کردند اما در هنگام جنگ و در نزدیکی دشمن از اسب پیاده شده و می‌جنگیدند. سلاح آن‌ها نیز تفنگ و شمشیر بوده است. شمار آن‌ها نزدیک به ۵۰ هزار تخمین زده می‌شود. مزد سالانه تفنگچی‌ها کمی کمتر از غلامان بود. تفنگچیان مازندرانی از دیگر تفنگچیان نامدارتر بوده‌اند.
- توپچی باشی: فرمانده توپخانه ایران که در میان مقام‌های گفته شده پایین‌ترین اهمیت را داشت.

به جز نیروهای نظامی گفته شده گروهی ساخته از ۲۰۰۰ سرباز مجهز پیاده نام‌ور به جزایری وجود داشتند که مزد آن‌ها را شاه پرداخت می‌کرد و کار نگهبانی از دربار را به دوش داشتند. آن‌ها زیر فرماندهی ایشیک آقاسی باشی بودند.
یگان‌های درونی در سپاه را افسرانی دارای عنوان‌های زیر اداره می‌نمودند. این عنوان‌ها همگی از واژه‌های ترکی درست شده‌اند:
- مین باشی (فرمانده ۱۰۰۰ سرباز) دارای مزد سالانه ۷۰ تومان
- یوز باشی (فرمانده ۱۰۰ سرباز) دارای مزد سالانه ۳۰ تومان
- اون باشی (فرمانده ۱۰ سرباز) دارای مزد سالانه ۱۵ تومان

(البته همان‌گونه که امروزه نیز رایج است، گاه تعداد سربازان زیر فرماندهی این صاحب‌منصبان کمتر یا بیشتر از میزان نامی آن بود) مزد سربازان به صورت حواله پرداخت می‌شد. این حواله‌ها برای والیان بخش‌های گوناگون کشور صادر می‌شد و سربازان معمولاً به دلیل عدم امکان سفر به آن بخش‌ها آن‌ها را به دلالان می‌فروختند. تأمین خوراک در هنگام جنگ‌ها به دوش خود سربازان بود، به همین شوند (دلیل) در هنگام جنگ‌ها پیشه‌وران در پی سپاه روان می‌شدند و کالاهای مورد نیاز را به آن‌ها می‌فروختند.

### استان‌های ایران

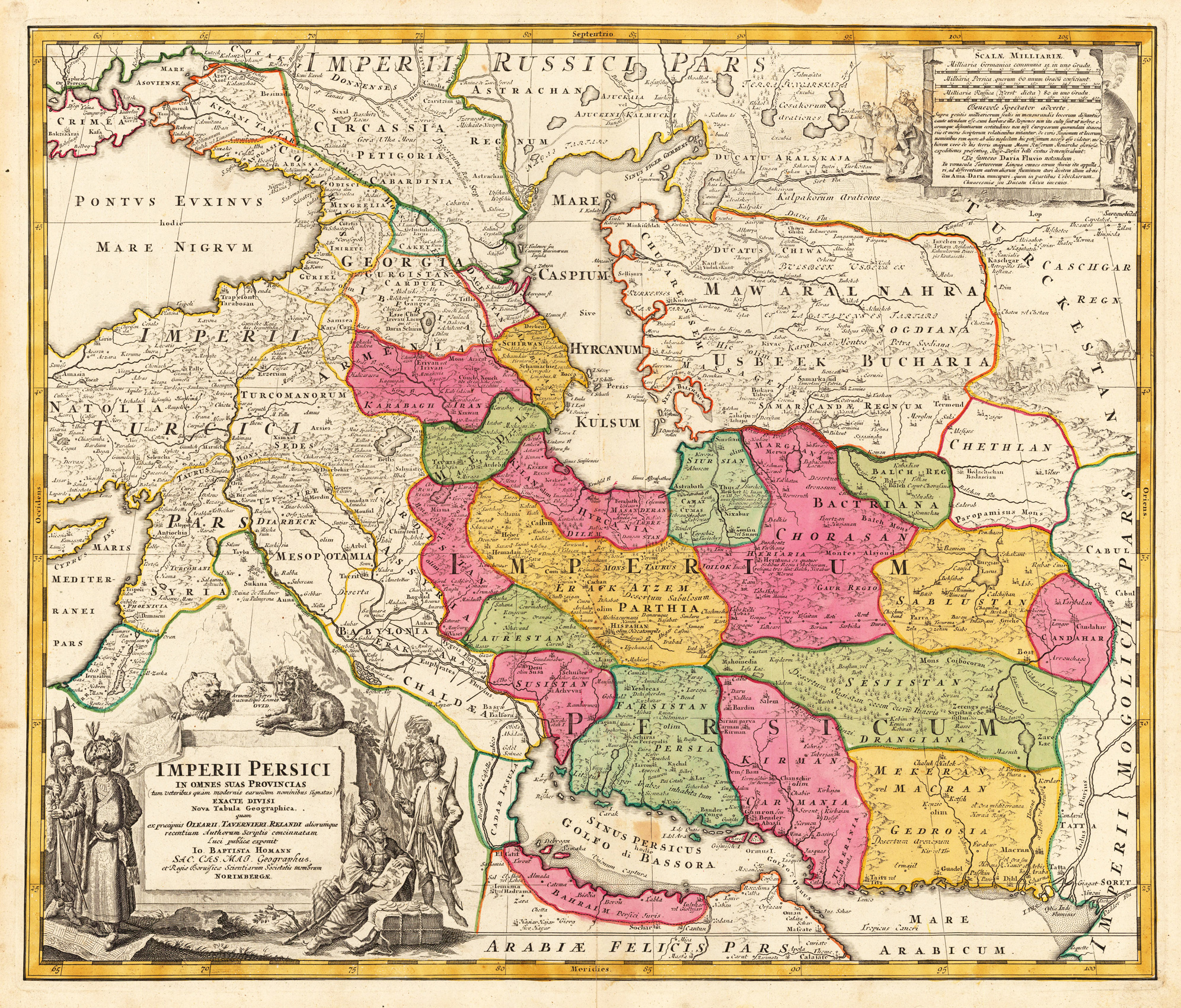
نقشه تهیه شده از ایران در سال ۱۰۷۹ خورشیدی

تقسیمات اداری ناحیه قفقاز در اواخر دوره صفوی بر اساس تذکرةالملوک

در کتاب مهم تذکرةالملوک دربارهٔ ولایت‌های ایران در دورهٔ صفویه این چنین آمده است: «والی در ممالک ایران چهار است که اسامی هر یک موافق اعتبار و شرف و ترتیب نوشته می‌شود: اول والی عربستان (خوزستان کنونی) که به اعتبار سیادت و شجاعت و زیادتی ایل و عشیرت از والی‌های دیگر بزرگ‌تر و عظیم‌الشأن‌تر است؛ و بعد از آن والی لرستان فیلی است که به اعتبار اسلام، اعز از والی گرجستان است و ولایات گرجستانات متعلقه به ایران، گرجستان کارتلی و کاخت و تفلیس است. و بعد از مرتبهٔ والی گرجستان، والی اردلان است که سنندج محل سکنای ایشان می‌باشد و بعد از او حاکم بختیاری که در قدیم‌الایام کمال اعزاز و احترام داشته‌اند. اما بیگلربیگیان عظیم‌الشأن ایران سیزده است: اول قندهار (افغانستان کنونی)، دوم شیروان، سوم هرات، چهارم آذربایجان، پنجم چخور سعد (ارمنستان کنونی)، ششم قراباغ و گنجه (جمهوری آذربایجان کنونی)، هفتم استرآباد (مازندران کنونی)، هشتم کهگیلویه، نهم کرمان، دهم مرو شاهی‌جان (ترکمنستان کنونی)، یازدهم قلمروی علی‌شکر (همدان کنونی)، دوازدهم مشهد مقدس معلی، سیزدهم دارالسلطنهٔ قزوین.»

## جامعه
ساختار اجتماعی دوران صفوی به شکل هرمی بود که شاه در رأس آن و مردم عادی که شامل دهقانان، صنعت‌گران، دکان‌داران و تجار کوچک بودند در قاعدهٔ هرم قرار می‌گرفتند. مابین این دوطبقه، اشراف لشکری و کشوری و گروهی از مقامات روحانی در سطوح مختلف قرار داشتند. وزیر اعظم در راس دیوان‌سالاری صفوی قرار داشت و شخص اول از بین بزرگان مملکت بود. او نیابت اعلیحضرت را نیز عهده‌دار بود و به‌دلیل این مقام مهمش، لقب اعتمادالدوله را دارا بود. اقشار مردم دارای اصناف و انجمن‌های اجتماعی و مذهبی بودند به‌طوری که در هر شهر با اهمیتی، کسبه، بازرگانان، کارگران و سایر گروه‌ها نماینده‌ای برای خود داشتند. ویژگی جامعهٔ صفوی، تلاش برای ایجاد پیوند میان جامعهٔ ایرانی و ترکان قزلباش و اتحاد میان علما و بازاریان بود. مقامات روحانی ادارهٔ املاک بسیاری را بر عهده داشتند که یا از طریق وقف یا بخشش‌های افراد برای امور مذهبی، تحت اختیارشان بود. در میان علمای دین نیز، دو نوع عنوان و لقب رسمی در این عصر می‌توان یافت. دستهٔ اول عناوین رسمی حکومتی هستند و دسته دوم عناوینی که با وجود اینکه رسمیت داشتند، حکومتی نبودند. برای نمونه می‌توان به عناوینی چون مجتهد الزمانی، پیش‌نماز، مدرس و حتی رئیس العلماء اشاره کرد. عناوین رسمی حکومتی در اختیار صاحب‌منصبان اداری و سیاسی قرار داشت و در رأس آن‌ها می‌توان به شیخ‌الاسلام، صدر، قاضی و ملاباشی و نیز مناصبی چون امامت جمعه و متولیان اماکن مقدسه اشاره کرد.
یکی از ویژگی‌های مهم جامعه صفوی، اتحادی بود که بین علما (طبقه مذهبی) و جامعه تجاری شامل بازاریان، اصناف و پیشه‌وران و اعضای تشکل‌های شبه مذهبی بود. به دلیل ناامنی، بسیاری از مالکان با دادن سهمی به روحانیون مالکیت رسمی خود را حفظ می‌کردند و زمین‌های خود را از مصادره توسط کمیسران سلطنتی یا حاکمان محلی ایمن می‌کردند. به تدریج طبقه مذهبی مالک شدند. همچنین طبقه روحانی از پرداخت مالیات معاف شدند. این معافیت سیورقال نامیده می‌شد و به ارث می‌رسید و منطقه تحت مالکیت این اشخاص نوعی خودمختاری مالیاتی داشت.

#### زنان در ایران صفوی

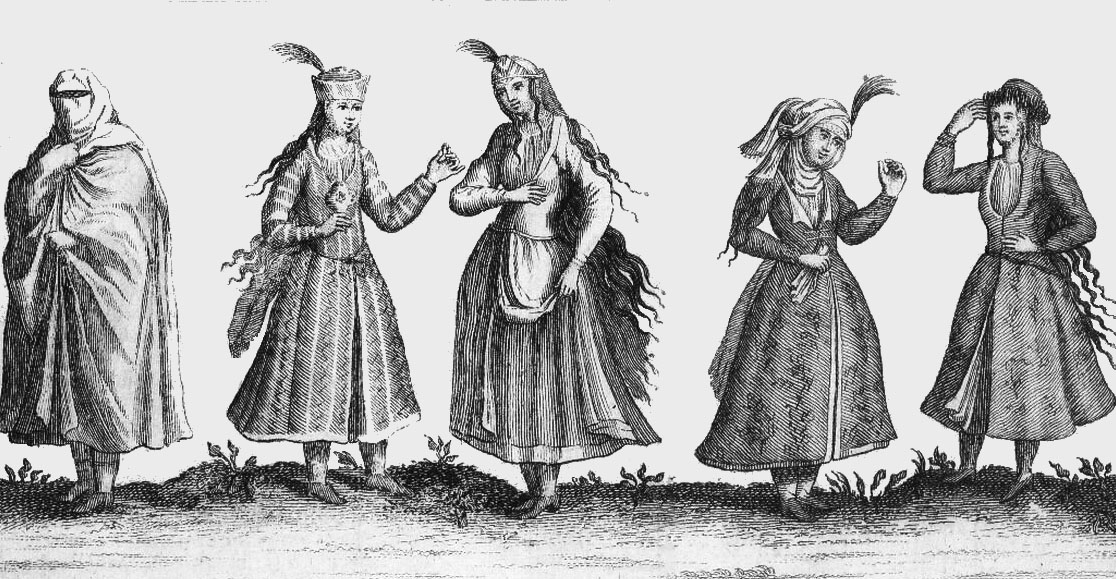
نگاره‌ای از زنان دوره صفویه در سفرنامه شاردن.

#### مردان در ایران صفوی

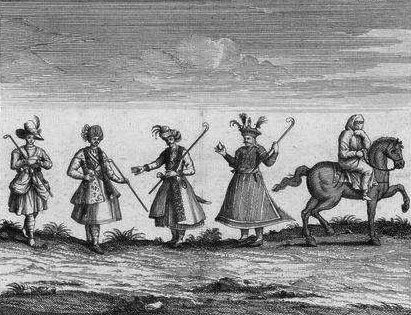
نگاره‌ای از مردان دوره صفویه در سفرنامه شاردن.

### فسادهای جنسی
در ایران صفوی فسادهای جنسی بسیار گسترده بود و برخی از آنان مانند تن‌فروشی زنان و پسران پشتوانه قانونی داشتند. دولت دفاتری را تشکیل داده بود تا نام و نشان ایشان را ثبت رسمی داشته باشد و مالیات هر کدام از اعضا به دقت حساب شده و در خزانه سازمان جمع‌آوری می‌گشت تا در نهایت به صورت سالانه تسلیم خزانه دولتی شود.

#### روسپی‌گری زنان
زنان روسپی در آن دوره شناخته شده بودند. شاردن آمار روسپیان اصفهان در سال ۱۶۶۶م را ۱۶ هزار تن عنوان می‌کند. البته تعداد زیادی از روسپیان مایل نبودند نام و نشان‌شان در دفاتر دولتی ثبت شود که سبب شگفتی مسئولان سازمان روسپیان بود، ولی از نظر مادی خوشحال‌تر بودند چون از آنها رشوه می‌گرفتند. قیمت خدمت رسانی زنان روسپی نسبت به سایر کشورها بالاتر بود و این در کنار تعداد بسیار زیاد آنان، باعث شگفتی شاردن شده بود و چنین حدس می‌زد که موقعیت جغرافیایی ایران و غذاها باعث تحریک بیشتر مردان است. شاردن زنان روسپی را در مدارس دینی نیز دیده و می‌گوید در چهره روحانیون، پس از پایان کار با روسپی تغییری ندیده و بلافاصله به امور دینی می‌پرداختند. تناقض در دین و عمل ایرانیان، شاردن را بُهت زده کرده بود.

#### روسپی‌گری مردان و کودکان برده‌جنسی
روسپی‌گری مردان یا گرداندن اَمرَدها (پسرانِ تن‌فروش) هم در آن دوره مرسوم بوده. آنان خود را بَزک می‌کردند و در ازای مبلغی در اختیار مردان قرار می‌دادند یا توسط صاحبانشان وادار به این‌کار می‌شدند. گونه‌ای از بردگی جنسی بود که عمده منافع مالی حاصل از تن‌فروشی آن‌ها در اخیار صاحبان‌شان قرار می‌گرفت. در یکی از گزارش‌های سفرنامه فیگوئروا اینطور آمده است که در بزم‌های حاکمان و نمایندگان شاه، یک ردیف رقاصه زن و ردیف دیگر، شش یا هفت پسر با موهایی بلند، دامن و سفیدتر از اروپاییان بودند که حین بزم، زن‌ها و پسرها با چرخ زدن‌های سریع و حرکات عجیب و با آهنگ دف‌ها و نی‌انبان به‌طرزی شهوت‌انگیز می‌رقصیدند. همچنین در آن دوره، علیرغم ادعاهای دینی صفویان، بدن انسان ابزاری برای اخذ مال و موقعیت از طریق عرضه جنسی آن به قدرتمندان و ثروتمندان جامعه بود. اخته‌کردن کودکان در سن ۷–۸ سالگی و استفاده به‌عنوان خواجه در حرم‌سرا‌های شاه، وزرا و ثروتمندان جامعه و نیز استفاده از آنها به‌عنوان غلام‌بچگان برای خدمت و رقاصی و خدمات جنسی مرسوم بود. تا جایی که قانونی و علنی بودن این اعمال شگفتی سفیران و جهان‌گردان اروپایی را به‌دنبال داشت. روسپیان زن و مرد در قافله شاه و در سطح جامعه رسماً فعالیت می‌کردند و مالیات هم پرداخت می‌کردند. حدود سه هزار خواجه فقط در دربار شاه وجود داشتند و همجنس‌گرایی در بین زنان نیز بسیار رایج بود. این رواج استفاده جنسی از تن و دستکاری در آن جهت عرضه به دیگران را تن‌بارگی نیز خوانده‌اند.
در سفرنامه فیگوئروا آمده است: کودکان دختر و پسر برای حرمسرای شاه خریده می‌شدند و بعد از انتخاب توسط خواجه‌های حرمسرا که مسئول انتخاب معشوقه‌های شاه بودند، به عنوان مازاد به بازرگانان فروخته می‌شدند و به عنوان برده در بازار خرید و فروش می‌شدند. این‌ها بخشی از گروه روسپی‌های غیر بومی اصفهان را تشکیل می‌دادند. دربارهٔ این گروه غیر بومی گزارش نماینده رسمی دولت اسپانیا عنوان می‌کند که شامل چرکس‌ها و مسکوی‌ها (روسی) بودند که یا از سوی حکام شهرها فرستاده شده یا از طریق جنگ‌ها گردآوری می‌شدند یا توسط تاتارها، لزگی‌ها و دیگر همسایگان و هموطنان شان دزدیده و به اصفهان فرستاده می‌شدند. گارسیا د سیلوا فیگوئروا، به دلیل سرنوشت شوم این کودکان در مورد شاه عباس اول می‌گوید: «بسیار جای تأسف است که آن همه طفل و نوجوان را صرفاً به منظور ارتکاب اعمالی چنین فضیحت‌بار خریداری می‌کنند. از همین یک عمل می‌توان قضاوت کرد که این پادشاه به هیچ دینی پای بند نیست…»

### مجازات‌ها در عصر صفوی
کورکردن، پوست‌کندن، سوزاندن در آتش یا در قبای باروتی، افکندن انسان در قفس و سوزانیدن، بریدن گوش و زبان و بینی و انداختن از بالای مناره از مجازات‌های عادی بود. سوراخ کردن پاهای محکوم و وارونه آویزان کردن وی به درخت معمول بود. شرلی می‌گوید: اگر شاه بخواهد، شراب تا سه روز آزاد می‌شود. بعد از سه روز هر کس مست کند مجازات او سر بریدن است. شاهان صفوی برای ارضای شهوت خود می‌توانستند زنان و دختران رعایا را به دربار ببرند؛ هر گونه مخالفتی در این زمینه مجازات مرگ را در پی‌داشت و نزدیک شدن به زنان حرمسرای شاه هم مجازاتش مرگ بود. شاه اسماعیل یکم، شاه اسماعیل دوم، شاه عباس یکم و شاه صفی از شاهان بسیار بی‌رحم این دودمان بودند و بسیاری از نزدیکان و حتی فرزندان‌شان را نابینا یا به قتل رساندند.

#### شکنجه در دوران صفوی
شکنجه در دوران صفویان به‌طرز شگفت‌انگیزی عادی و رایج بود. تاریخ‌نگاران به دسته‌ای از خادمان شاهان صفوی به نام چیگیَن که مجرمان را زنده‌زنده می‌خوردند یا به نمونه‌های دیگری از مجازات‌ها مانند انداختن مجرمان جلوی سگان اشاره می‌کنند. برای راهزنان، دست و پاهای آنان را به چهار شتر می‌بستند و بدنش را بدین ترتیب پاره‌پاره می‌کردند. چنین آمده است که بسیاری از این شکنجه‌ها و مجازات‌ها ریشه در رسوم قبایل چادرنشین ترک آسیای‌میانه‌ای داشت که از حامیان شاه اسماعیل صفوی بودند و او را در به قدرت رساندن یاری نمودند. از جملهٔ این رسوم که این حامیان وارد نمودند، زنده‌خواری دشمنان و استفاده از جمجمهٔ دشمنان به‌عنوان جام شراب بود. گاهی شاهان صفوی آنان را احضار کرده و دستور می‌دادند تا مجرمان را در جلوی چشمانش بدرند. این دسته از آدم‌خواران که در دربار شاه عباس یکم هم نگهداری می‌شدند چیگیَن یا «چیگ قورچی‌ها» نام داشتند. نقل است که لشکر چهل‌نفری آدم‌خواران شاه عباس، در همه‌جا او را همراهی می‌کردند و قربانیان را زنده‌زنده می‌خوردند. کریم نجفی برزگر، استاد تاریخ صفوی، اشاره می‌کند که بسیاری از این اعمال تحت عنوان گسترش شیعه و اسلام توجیه می‌شد. به‌طورکلی صفویان تمایل داشتند که مشروعیت فرمانروایی خود و جانشینان خود را با اسلام، توجیه کنند.

## فرهنگ

### زبان
زبان رسمی دولت صفوی، زبان فارسی بود. شاه عباس بزرگ در زمان خود زبان فارسی را در سراسر ایران به عنوان زبان میانجی تثبیت کرد. همچنین تمام نسک‌های تاریخی در دورهٔ صفوی به زبان فارسی نگاشته شده است. با وجود رسمی بودن زبان فارسی، درباریان صفویه همچون سایر مردم ایران، در دربار از زبان محلی خود بهره می‌بردند. بسیای از شاهان صفوی مانند شاه اسماعیل یکم و شاه عباس یکم خود اشعاری به ترکی و فارسی می‌سرودند. زبان مادری شاهان و دربار زبان ترکی آذربایجانی بود و در ارتش به دلیل حضور گرجی‌ها و چرکس‌ها، زبان گرجی و چرکسی هم رایج بود. ژان شاردن جهانگرد فرانسوی هم که ۱۱ سال (۷۰–۱۶۶۴ و ۷۷–۱۶۷۱) در ایران بوده، می‌نویسد:
ترکی زبان دربار و لشکریان است. زنان و مردان منحصراً به ترکی سخن می‌گویند، به‌ویژه خانواده‌های اشرافی. دلیل این کار آن است که خاندان صفوی از سرزمین‌های ترک‌زبان و جاهایی که زبان مادری‌شان ترکی است، برخاسته‌اند.
همزمان با دوره صفویه زبان فارسی در اوج گستردگی خود قرار داشت. فارسی، زبان رسمی گورکانیان هند بود و شاعران پارسی‌گوی بزرگی از آنجا برخاستند. در باختر ایران که زیر فرمان امپراتوری عثمانی و رقیب سنی‌مذهب صفویان جای داشت نیز مورد بهره بود. بیشتر سخنوران ترک بدان آشنا بوده و غزل و شعرهای کوتاه فارسی می‌سرودند.

### هنر
هنر دورهٔ صفوی (۸۸۰–۱۱۰۱ خورشیدی) از دوره‌های درخشان هنر ایران است. هنر این دوره در بسیاری از زمینه‌ها، ادامهٔ دوران طلایی هنر دربار تیموریان است هنر ایران در این دوره در زمینه‌های معماری، نگارگری، خوشنویسی، قالی‌بافی، فلزکاری، سفالگری، پارچه‌آرایی و… نمایانگر شد.

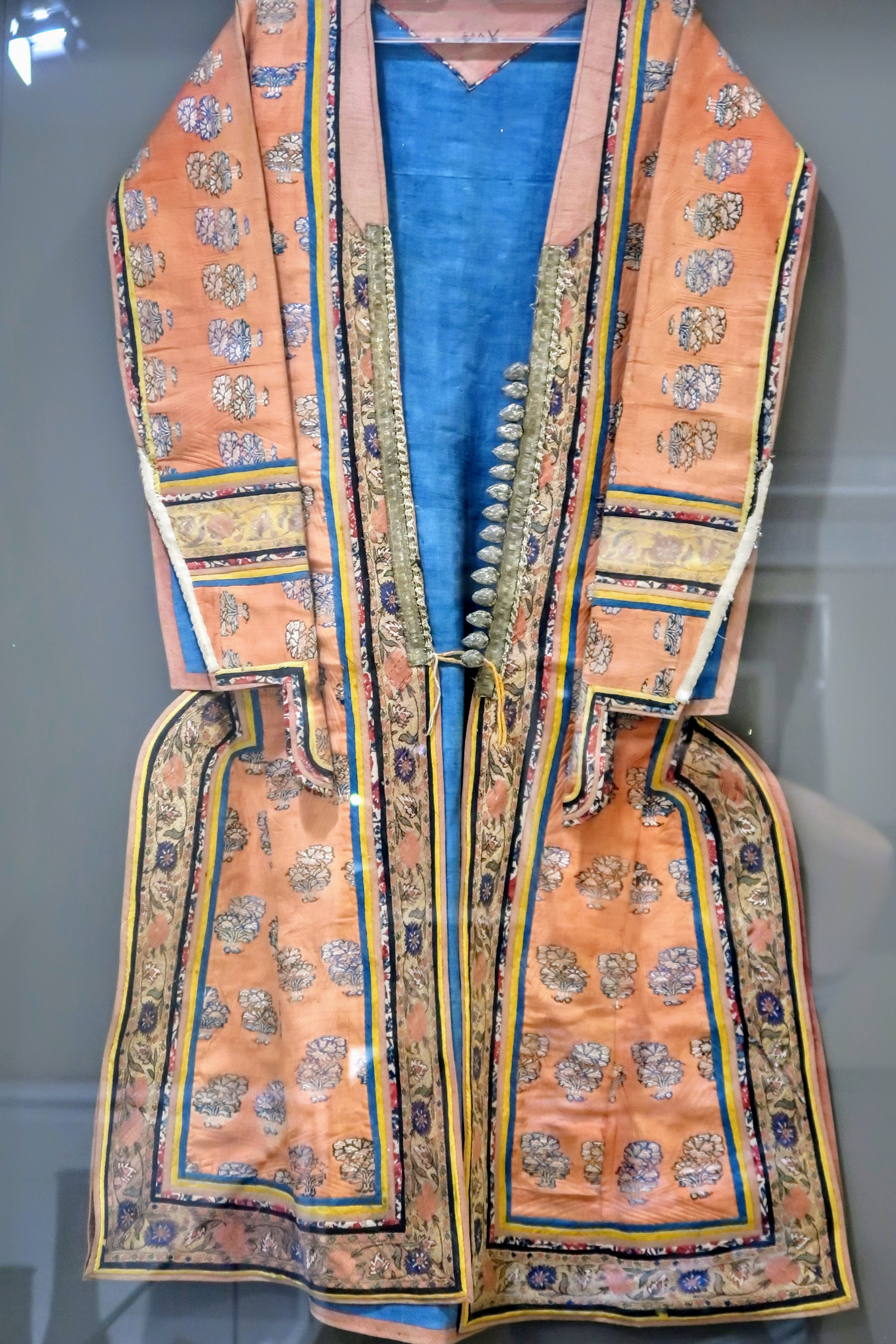
یک قبای زربفت دوره صفوی، در موزه ایران باستان.

شاه اسماعیل در سال ۹۱۶ هجری قمری بر خاندان شیبانی تسلط یافت و حکومت خاندان صفوی را تشکیل داد. او پایتخت را از هرات به تبریز منتقل کرد و هنرمندان و صنعت‌گران را از گوشه کنار ایران به آنجا آورد. ایران در دوران سلطنت پادشاهان صفوی به اتحاد و یکپارچگی و عظمت دست یافت. شاه اسماعیل صفوی، کمال الدین بهزاد را که در عهد تیموری پرورش یافته بود به تبریز دعوت کرد و او را به سرپرستی گروهی از نقاشان و خوشنویسان، رنگ کاران و صحافان و… برگزید. این گروه حرکت فرهنگی و هنری مکتب تبریز را به وجود آوردند.
مکتب قزوین، در سال ۹۵۵ ه‍جری قمری و پس از آنکه شاه تهماسب یکم به قدرت رسید و مرکز حکومت صفویان را از تبریز به قزوین منتقل ساخت؛ شکل گرفت. مکتب نگارگری قزوین جدا از مکتب هرات، مکتب تبریز و دیگر مکاتب دارای ویژگی‌هایی است که آن را از سبک‌های دیگر متمایز می‌کند.
مکتب اصفهان عنوانی است که برای اوج‌گیری فعالیت‌های مختلف فلسفی، فقهی و هنری در طی سده ۱۷ و اوایل ۱۸ میلادی (۱۰ و ۱۱ هجری قمری) در اصفهان به کار برده می‌شود. این دوره از زمانی آغاز شد که شاه عباس در ۱۰۱۷ هجری قمری (۱۵۹۸ میلادی) پایتخت صفویان را به اصفهان منتقل کرد. این دوره با سقوط اصفهان به دست افغان‌ها و سرنگونی صفویان در سال ۱۱۳۶ هجری قمری (۱۷۲۲ میلادی) به پایان رسید.

### معماری

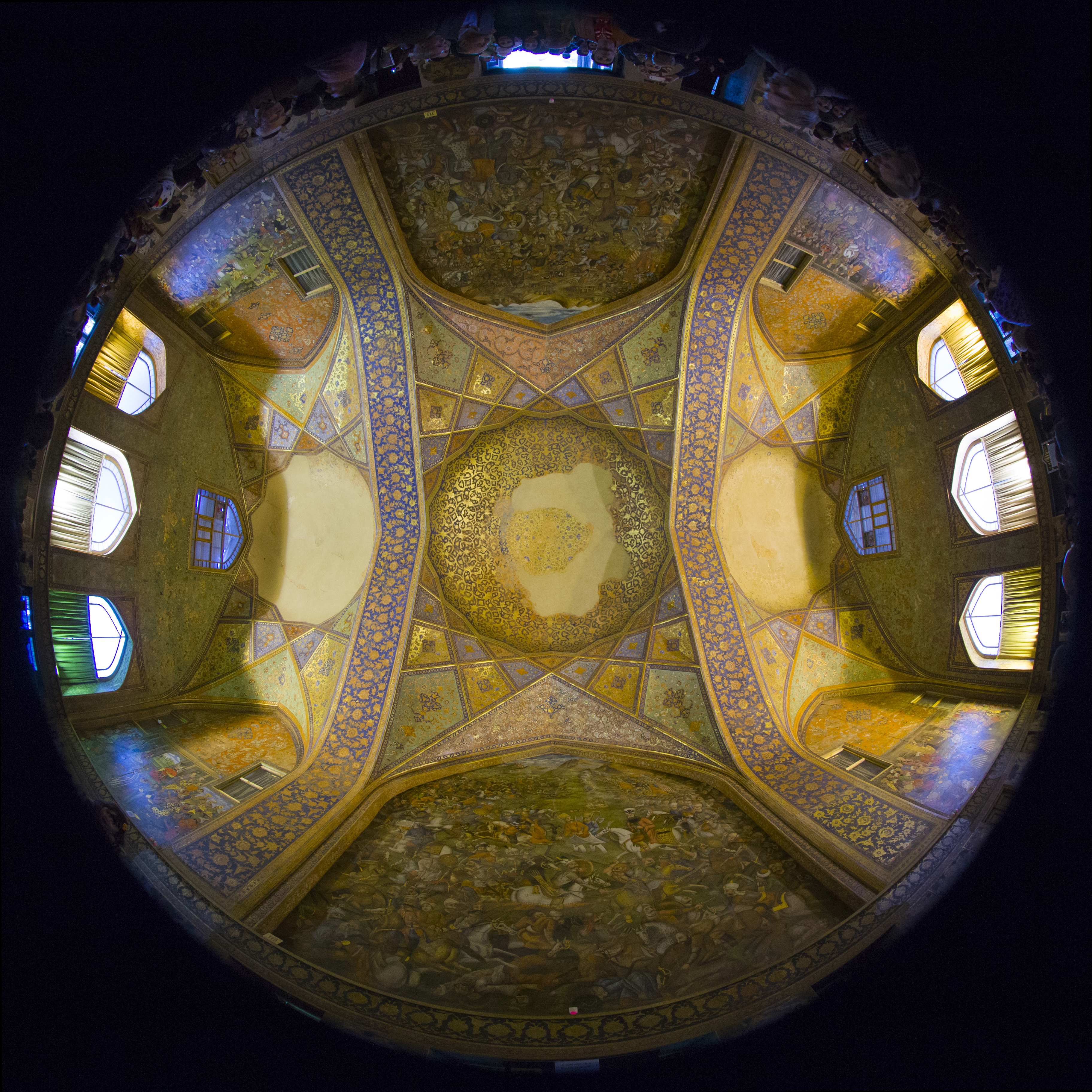
یک عکس ثبت شده توسط لنز الترا واید و چشم ماهی از کاخ چهل ستون، اصفهان. این کاخ بر پایه معماری صفوی و به دستور شاه عباس یکم ساخته شد.

تعداد بیشتری از عمارات دوران صفوی در مقایسه با بناهای دوران‌های دیگر ایران، باقی مانده است؛ با این وجود، معماری دوران صفوی نسبت به معماری سلجوقی، ایلخانان و تیموری ناشناخته مانده است. چند عامل به تعیین این تناقض کمک می‌کند. یکی از این عوامل، عامل به‌ظاهر پیش پا افتادهٔ تعصب و پیش‌داوری است. عمارت زشت دوران صفوی را به وجود آورده از این رو به سادگی در زمرهٔ طبقه‌بندی ناخوشایند جذابیت‌های توریستی قرار گرفته و به همین دلیل تعدادی از آن‌ها به صورت جدی ارزیابی مفصل و محققانه نشده است. از طرف دیگر، می‌توان مستندات ناقض و ناکافی معماری صفوی را نیز ذکر کرد؛ یعنی کمبود نسبی مقاله‌ها، طراحی‌ها و رسالات علمی در این زمینه به جستارهای عموماً شتاب‌زده انجامیده است. عامل مهم دیگر، بی‌حفاظی و در دسترس همگان بودن معدودی از بناهای مهم اصفهان است که این امکان دسترسی به‌آن‌ها باعث شده که در مقایسه با آثار غیرقابل دسترس اردبیل، ماهان، کرمان و مشهد به‌طور غیر منصفانه ناشناخته باقی بمانند. معنای این غفلت متناقض از آثار خلاق و غنی این دوره، در این است که اصطلاح صفوی به‌منظور کاربرد آن در زمینهٔ معماری چندان وافی به‌مقصود نیست. هنوز نمی‌توان نوع خاصی از پلان کف، سازمان‌بندی فضایی، ترکیب بندی نمای پیشین، مقرنس، نیمرخ‌های قوسی یا طاق‌بندی را بدان اطلاق کرد.

## اقتصاد
در اولیل عصر صفوی (و تا حدودی نیز بعدها) بازرگانی هم به صورت مبادله کالا به کالا و هم مبادلهٔ کالا با پول (سکه نقره صفوی یا خارجی) صورت می‌گرفت. بعدها بازرگانان عمده برای انجام کارهای تجاری، نمایندگی داشتند که به نقاط گوناگون سفر می‌کردند. برخی از بازرگانان در کشورهای دور مانند سوئد و چین فعالیت تجاری داشتند و تجارت داخلی در دست تاجران ایرانی مسلمان بود.

### ساختار
شاه عباس یکم که بزرگ‌ترین شاه صفویه بود، تجارت در ایران را انحصاری و سلطنتی کرد؛ یعنی شخصاً با تجار ونیزی و انگلیسی و هلندی معامله می‌کرد و تجارت ایران صرفاً دولتی شده بود. این یکی از دلایلی می‌شود که تجارت اروپایی رونق می‌گیرد ولی تاجر ایرانی در این دوران مشاهده نمی‌شود. تجارت آزاد در اروپا باعث پیدایش بورژوازی و سوداگرایی شد. مکتب سوداگرایی در اروپا بسیار فعال شد و در مدت کوتاهی سیاست‌های حمایت از تولید داخلی و تجار اروپایی و تسلط بر بازارها را در پیش گرفت که فشار بیشتری بر روی ایران از طریق گرفتن امتیازهای انحصاری و گمرکی می‌آورد و باعث پیدایش اقتصاد صنعتی در اروپا وارد آمد. برعکس در ایران صفوی، به دلیل همین سیاست‌های تمرکزگرایانه حکومتی، طبقه تاجری ایجاد نمی‌شود که دنیا را ببیند و نیازهای دنیا را بفهمد. از اینرو صنعت در شکل صنایع کوچک خانگی برای اقناع بازارهای کوچک داخلی باقی ماند و هیچگاه به شکل شرکت‌های بزرگ درنمی‌آمد که ایجاد ثروت و فراوانی کند و به رونق خود بیافزاید. نظام‌های پولی و بانکی ایجاد نشدند که با گردش پول بازارها و صنایع را رشد دهند.

### راهداری و کاروانسراها
یکی از محصولات عمده صادراتی، ابریشم بود. بازرگانان ارمنی، انگلیسی و هلندی، در صدور ابریشم خام ایرانی با یکدیگر رقابت می‌کردند. غیر از ابریشم و پارچه، تیماج، پشم شتر و گوسفند، چرم، ظروف چینی، مصنوعات طلا و نقره، قالی و سنگ‌های قیمتی، به کشورهای اروپایی صادر می‌شد. در مقابل، از آنجا ماهوت و منسوجات، جام، آینه و شیشهٔ پنجره، اجناس فلزی تجملی، چراغ و کاغذ تحریر وارد می‌شد.

### تجارت خارجی و جاده ابریشم
در ایران صفوی به دلیل لجاجت حکومت با عثمانی‌ها، بیش از هزار کیلومتر مرز غربی بسته شد و تجارت زمینی جاده ابریشم (که در آن دوره پس از سفرهای دریایی پرتقالی‌ها و انگلیسی‌ها رونق کمتری داشت) تقریباً به‌طور کامل متوقف گردید. فقط مسیر محدودی به قفقاز باقی ماند که توسط شاه عباس به انحصار تجار ارمنی درآمد و دیگر ایرانیان نقشی در این تجارت نداشتند. این امر ایران را درگیر به یک بن‌بست اقتصادی کرد که عوارض آن همچنان باقی‌است.

## ارزیابی و میراث
به باور عبدالحسین نوایی، دودمان صفویه توانست از ایران دوباره یک «دولت–ملت» مستقل، خودمحور، نیرومند و مورد احترام بسازد که مرزهای آن در زمان پادشاهی شاه عباس بزرگ در حدود مرزهای ساسانیان بود. پادشاهی صفوی پیشروی دولت ایران به معنی نوین آن بود و در دورهٔ آنان شکل یک فرمان‌روایی متمرکز ملی و شیعی پایه‌گذاری شد که تا امروز پابرجاست. شاهان صفوی برای نگهداری استقلال ایران که پس از جنگ‌های بسیار به دست آمده بود، کوشش خود را صرف انباشتن خزانهٔ خصوصی کردند تا بتوانند هزینه‌های نظامی را تأمین کنند. برای همین داشته‌های آنان در بخش‌های گوناگون ایران گسترش یافت و فرمانروایی خان‌خانی و عشیره‌ای و دودمان‌های محلی از بین رفت و فرمانروایی مرکزی با نیروی روزافزون جای آن را گرفت. چنان‌که تاریخ ایران نشان داده که فرمان‌روایی متمرکز باعث نیرومندی و یکپارچگی کشور می‌شود و دولت نامتمرکز و فدرالی ناتوانی و آشفتگی ایران را در پی دارد.
رسیدن ایرانیان به مرزهای طبیعی خود، به ایران شکوه و جلال پیشین را باز داد. برای اروپاییان که به گونه‌ای سخت در معرض خطر امپراتوری عثمانی بودند، پدیده صفویان بسیار گران‌بها و ارزشمند شمرده می‌شد؛ به گونه‌ای که دوراندیشان آن دیار، دولت صفویه را مایه نگهداری خویش و نعمتی برای خود می‌پنداشتند و به همین دلیل با پیام‌های دلگرم‌کنندهٔ خود، پادشاهان صفوی را به ادامه نبرد و ستیز با عثمانی تحریک می‌کردند. پس از عقب‌نشینی سلطان سلیمان یکم از آذربایجان و تحمل تلفات سنگین سپاه عثمانی از سرما و برف و نبود آذوقه، فرستادهٔ ونیز در دربار عثمانی به پادشاه خود نوشت:
«تا آنجا که عقل سلیم گواهی می‌دهد این امر جز خواست خدای بزرگ چیز دیگری نیست؛ زیرا می‌خواهد که جهان مسیحیت را از ورطه نابودی پایانی رهایی بخشد…»— ترویزیانو، سفیر دولت ونیزیا در دربار سلطان عثمانی.
و بوسبک سفیر دیگری از دولت‌های فرنگ که در استانبول به سر می‌برد، همین مضمون را بدین گونه بیان کرد که: «میان ما و ورطه هلاک تنها ایران فاصله است، اگر ایران مانع نبود عثمانیان به سهولت بر ما دست می‌یافتند.»
به عقیده برخی چون برنارد لوئیس، برپایی دولت صفوی زیانی بزرگ برای جهان اسلام بود. بدین صورت که با رسمی‌کردن تشیع و ناتوان ساختن تسنن، یکپارچگی دینی سرزمین‌های اسلامی را که تا آن دوران به جای مانده بود از میان برد و آن سرزمین پهناور و جغرافیایی به خطر انداخت. لازم به گفتن است، پیش از این در سده‌های چهارم تا ششم هجری، دولت اسماعیلی فاطمیان در مصر فرمان‌روایی در برابر خلافت عباسی درست کرده بود و تا زمانی که هر دو دولت نیرومند بودند، هیچ سختی در مبارزه با صلیبیان نداشتند؛ بنابراین به‌طور قطع این نخستین بار نبود که یک فرمان‌روایی رسمی شیعی درست می‌شد. دوم، نیروی دولت عثمانی و گسترش پیاپی آن بدون پشتوانه فرهنگی و اجتماعی لازم انجام می‌شد. به گونه‌ای که علی‌رغم چند سده چیرگی بر یونان، بالکان و چند کشور دیگر اروپایی تنها چندی از مردم آن بخش‌ها مسلمان شدند و هر چند این گفته درست است که عثمانی بر اثر مناقشه‌های فراوان با صفویان همواره از مرزهای شرقی خود بیمناک بود و ناگزیر بخش بزرگی از نیروی نظامی خویش را در آن بخش صرف می‌کرد و از پیشرفت و تمرکز نیرو در جبهه‌های اروپا بازمی‌ماند. اما شکست‌های بزرگ عثمانی در اروپا پس از محاصره وین در سال ۱۰۶۲–۱۶۸۳ میلادی و هم‌زمان با ناتوانی و نابودی دولت صفوی رخ می‌دهد. عامل اصلی شکست عثمانیان، نه پیدایش دو فرمانروایی شیعه و سنی، بلکه برتری ابزارهای نظامی اروپاییان در سدهٔ هجدهم و ناتوانی ساختارها و بنیان‌های اقتصادی و اجتماعی عثمانی نسبت به کشورهای اروپاست.

### انتقادات
شاهان صفوی با گسترش تنفرهای عقیدتی منجر به بن‌بست ایران با عثمانی شدند و صفویان برای گسترش تجارت‌شان، ناگزیر به دادن امتیازات تجاری به اروپاییان شدند. شاه اسماعیل به دلیل ناتوانی نظامی، در ۱۵۰۷ میلادی جزیره هرمز، قشم، مسقط (عمان امروزی) و سواحل جنوبی خلیج فارس (امارات متحده عربی] امروزی) و در ۱۵۱۴ میلادی بندرعباس و در ۱۵۲۱ میلادی بحرین را به امپراتوری پرتغال واگذار کرد. این مناطق بیش از یک قرن در دست پرتغالی‌ها ماندند تا سرانجام در سال ۱۶۲۲ میلادی، شاه عباس بزرگ با دادن امتیازات دیگری به انگلستان، با پشتیبانی ناوگان آنها این مناطق را بازپس گرفت. با این اقدامات، صفویان راه استعمار منطقه و هندوستان توسط دولت‌های اروپایی را نیز هموار کردند. اولین دولتی که اقدام به دادن امتیازات تجاری به تجار انگلیسی و هلندی کرد نیز صفویان بودند. این سنت امتیاز دهی صفویان به اروپایی‌ها حتی تا آخر دوران قاجار و پهلوی نیز ادامه پیدا کرد.
درست در زمانی که اروپایی‌ها درحال گذار از حکومت مرکزی دینی کلیسای کاتولیک به تکثر مذهبی و سیاسی بودند، ایران شاهد از بین بردن تکثر مذهبی و سیاسی و ایجاد تمرکزگرایی مذهبی و سیاسی بود. صفویه نه تنها تکثر مذهبی را از بین بردند و به تشیع اثنی عشری محدود کردند، بلکه به آن‌هم بسنده نکرده و از طریق برخی روحانیون تندرو مثل محمدباقر مجلسی اقدام به افزودن مطالب بسیاری به روایت شیعی خود در جهت افزودن تنفر از اهل سنت کردند و به این طریق نفاق بین مسلمانان را افزودند.
صفویان اقدام به دادن امتیازات به تجار اروپایی کردند تا آن‌ها را برای تجارت با ایران که نسبت به اروپا در پشت عثمانی قرار داشت و دورتر بود ترغیب کنند. این‌کار روند استعمار منطقه به‌خصوص هندوستان را که توسط پرتقال، هلند، فرانسه و انگلستان در این دوره شروع شد تسریع کرد. در واقع صفویان نه تنها در برابر استعمار مقاومت نکردند بلکه به گسترش آن نیز کمک کردند.

#### از نظر علمی
در عصر صفوی به دلیل توجهی که به پیشرفت علوم دینی صورت گرفت، دشمنی با فلسفه و علوم عقلی شدت یافت. به عنوان مثال تدریس فلسفه نه تنها در برخی مدارس ممنوع شد، بلکه توسط بعضی از علما امری مذموم به حساب می‌آمد. این دوره، عهد توقف در اندیشه‌های پیشینیان و عدول نکردن از آن بود. اگر بحثی درمی‌گرفت در نحوه تلقی آن مقولات بود؛ نه از باب شک و تردید در آنها. استدلال‌ها بر اساس علوم نقلی بنا می‌شد نه علوم عقلی و تفاسیر و اخبار و احادیث جای استدلال عقلی را گرفتند. در مدت دو قرن فرمانروایی صفویان بر ایران، اختراعات و اکتشافات فراوانی در اروپا به وقوع پیوست. مانند: ماشین بافندگی (۱۵۸۹ م)، میکروسکوپ مرکب (۱۵۹۰ م)، دماسنج (۱۵۹۳ م)، هفت تیر رولور (۱۵۹۷ م)، روزنامه (۱۶۰۵ م)، دوربین نجومی (۱۶۱۱ م)، دوربین زمینی (۱۶۰۹ م)، خط‌کش محاسبه (۱۶۳۰ م)، ماشین حساب (۱۶۴۲ م)، هواسنج (۱۶۴۳ م)، ساعت پاندول‌دار (۱۶۵۷ م)، مولد الکترواستاتیکی (۱۶۶۳ م) و ماشین بخار (۱۷۰۵ م). صنعت چاپ، نشر اطلاعات را به سرعت در اروپا جابجا کرد و باعث شد دانشمندان و صنعت‌گران از اختراعات و اکتشافات یکدیگر باخبر شوند. دانشگاه‌ها گشایش یافتند و انجمن‌های علمی و فنی تأسیس گردید. اما در ایران با وجود ارتباط با اروپا و حتی علاقه بعضی از شاهان نیز به تشکیلات آنجا، هیچ زمینه‌ای برای دریافت علم و فن جدید ایجاد نشد؛ به‌طوری که نه دانشگاهی تأسیس شد، نه از ایجاد انجمن‌های علمی و فنی خبری بود، نه کتاب‌های علمی به ایران منتقل شد و نه چاپخانه‌ای به کار تولید علمی و فنی پرداخت و نه بزرگانی هم تراز بیکن، دکارت، نیوتون و گالیله در ایران پرورش یافتند.
هیئت بطلمیوسی هم چنان به قوت خود باقی ماند. در این هیئت زمین ثابت بوده و در مرکز عالم جای دارد و همه اجرام سماوی به گرد آن در چرخش‌اند. اسطرلاب ابزار و نماد هیئت قدیم بود و منجمان به وسیله آن در پی پیشگویی وقایع زمینی برمی‌آمدند، که بسیار مورد علاقه و پشتیبانی پادشاهان صفوی بود. در اروپا هیئت کوپرنیکی همراه با روش تجربه و مشاهده سر برآورد. تلسکوپ نماد رؤیت و کشف واقعی آسمان در رصدخانه‌های اروپا شد و جای اسطرلاب نشست. اروپائیان توانستند به مشاهده وضعیت و حرکت اجرام آسمانی بنشینند و با سنجش و پیش‌بینی حرکت آن‌ها، قادر شدند انگاره‌های پیشگویانه هیئت بطلمیوسی و اسطرلاب را به کناری زده و باطل اعلام کنند. حتی میراث گذشتگانی چون ابن سینا، ابوریحان بیرونی، زکریای رازی و خوارزمی اندک اندک فراموش شد و جای خود را به علوم نقلی و کلامی داد. در زمان پادشاهان صفوی کتاب‌های بسیاری نوشته شدند، ولی در آن‌ها از اندیشه جدید یا تحقیق تازه خبری نبود. اغلب این نوشته‌ها شرح بر نوشته‌های گذشتگان یا خلاصه ای از آن‌ها است و کار اساسی چندانی در علوم طبیعی و ریاضی صورت نگرفت.

#### از نظر فناوری
گاری و کالسکه از عواملی بودند که در اروپا باعث افزایش ارتباط بین مردم و سهولت زندگی و ترقی شدند. وجود چرخ باعث شد اروپاییان شروع به بهبود راه‌ها و ساختن خیابان‌های سنگ‌فرش در شهرها کنند و به فکر بهبود کیفیت کالسکه‌ها و در نهایت تبدیل قوه محرکه به نوع بخار و سوخت‌های نفتی باشند که به اختراع خودرو و بقیه پیشرفت‌ها انجامید. اما صفویان اصلاً توجهی به این موارد نداشتند برای همین راه‌های ایران به شکل مال‌رو و سنگلاخ باقی ماندند که به گفته جهانگردان اروپایی در فصل بارش به حوضچه‌های پر از گل و کثافت تبدیل می‌شدند و با اینکه اینگونه گفته شده که دوران صفویه عصر شهرسازی مدرن است چنین چیزی صحت آنچنانی ندارد؛ چون نیازی به ساختن خیابان‌ها و سنگ‌فرش نداشتند. کالسکه‌هایی که سفیر روسیه و پادشاه انگلیس به شاه ایران داده بودند در گوشه‌ای خاک می‌خوردند و محمدرضا بیگ سفیر ایران در فرانسه کالسکه را «ارابه لکنتی» می‌خواند و از سوار شدن بر آن کراهت داشت و معتقد بود باید بر اسب سوار شد.
با اینکه صفویه در ۱۵۰۱ میلادی در عصر اکتشافات دریایی و ظهور ابرقدرتهای دریایی مثل پرتقال و اسپانیا و انگلیس و هلند شروع بکار کردند و از سال ۱۵۰۴م شروع به واگذار کردن جزایر و سواحل شمال و جنوب خلیج فارس به آنها را کردند حتی در مدت بیش از یک قرن بعد هرگز به‌فکر ایجاد یک نیروی دریایی نیافتادند! این درحالی بود که عثمانی دارای نیروی دریایی بود و با اروپاییان درگیریهایی در خلیج فارس انجام می‌داد. حتی وقتی در قرن هفدهم میلادی کارل یازدهم پادشاه سوید به شاه سلیمان یکم پیشنهاد کرد عده ای استادکار با وسایل به ایران بفرستد تا ایرانیان به‌کمک آنها کشتی‌سازی و دریانوردی بیاموزند این شاه صفوی از امر سر باز زد.

#### از نظر سرزمینی

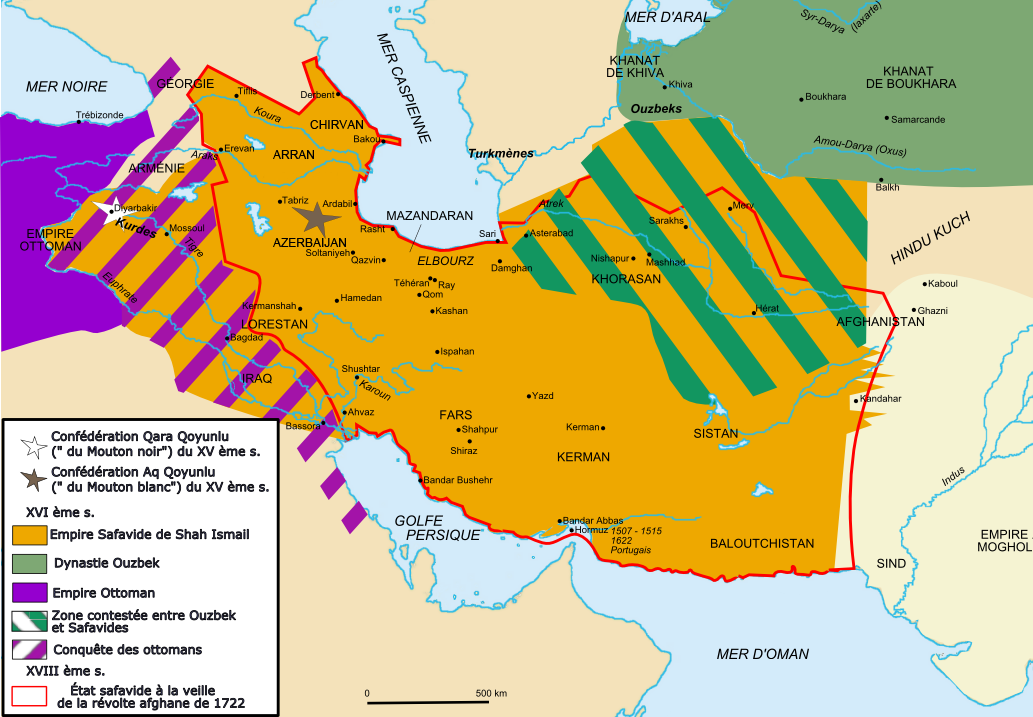
نقشه ایران در زمان شاه اساعیل یکم و متصرفات عثمانی و ازبکان در زمان شاهان پس از او؛ پس از ده‌ها جنگ خونین، به موجب پیمان زهاب (در سال ۱۶۳۹ میلادی) مرزهای امروزی بین ایران و عثمانی تثبیت شدند و شاهان صفوی حتی نتوانستند شهرهای مقدس شیعی را در دست بگیرند.

شاهان صفوی به دلیل تنفر از عثمانیان اقدام به تحویل بدون مقاومت سرزمین‌های جنوبی کشور شامل بندرهای بندر عباس مسقط و جزایر شمال و جنوب خلیج فارس (هرمز، قشم، کیش، خارک، بحرین و…) به پرتقالی‌ها کردند. در دست داشتن این مناطق به افزایش قدرت و تسلط پرتقالی‌ها بر منطقه و افزایش استعمار آنها در هند کمک شایانی کرد. شاه عباس در قرن هفدهم برای پس گرفتن بندر گمبرون به انگلیسی‌ها متوسل شد که یک قدرت استعماری دیگر شده بودند. او با دادن امتیازهای گمرکی به انگلیس و پرداخت هزینه کشتی‌های آنها اقدام به بازپس‌گیری این مناطق کرد ولی به دلیل همین خطاهای صفویان، در عمل، منطقه خلیج فارس تا اواخر قرن بیستم میلادی و دوران محمدرضا پهلوی تحت سیطره انگلستان باقی ماند.
هویت «شیعه ایرانی» توسط صفویه و با استعانت از علمای شیعه جبل عامل تشکیل شد و این علما وارد سیاست شدند. تشیع کاملاً بر حیات مذهبی، سیاسی، و اجتماعی ایرانیان چیره شد و حوزهای علمیه و مؤسسات وابسته به آنها با کمک‌های حکومت و درآمد «خمس و زکات» رونق پیدا کردند. پس از آن روحانیت شیعه در جنبش‌های مهم ایران از جمله نهضت تنباکو (۱۸۹۰ میلادی)، جنبش مشروطه (۱۹۰۶ میلادی–۱۲۸۵ شمسی)، نهضت ملی‌شدن صنعت نفت (۱۹۵۰ میلادی–۱۳۲۹ شمسی)، کودتای ۲۸ مرداد (۱۹۵۳ میلادی–۱۳۳۲ شمسی)، وقایع ۱۵ خرداد ۱۳۴۲ و انقلاب ۱۳۵۷ نقش ایفا کردند. پس از انقلاب ۵۷ نیز به دلیل نفوذ عمیق در بین توده‌های جامعه، روحانیت شیعه توانست تمام نیروها و احزاب انقلابی را از صحنه سیاسی دور کرده و قدرت را کاملاً در دست بگیرد.

## یادداشت
1. ↑  به گفته رودی متی: اصطلاح «ایران» که پس از شش قرن غیبت مجدداً در دوران ایلخانی مغول به کار رفت، بیانگر خودآگاهی مشترکی در میان نخبگان سیاسی و فرهنگیِ یک مجموعه جغرافیایی، با پیامدهای سرزمینی و سیاسی مشخص بود. دستاورد اصلی صفویه، این مهم بود که این دودمان نیمه شرقی و غربی ایران یعنی خراسان و هرات، سرزمین تیموریان در شرق و قلمرو آق‌قویونلوها را در غرب را یکپارچه کرد. اصطلاح «ملک وسیع‌الفضای ایران» که در تاریخ‌نگاری خلد برین و مجدداً با عباراتی تقریباً مشابه، در سفرنامه محمدربیع شاه یا فرستاده شاه سلیمان یکم به سیام در دهه ۱۶۸۰ یافت می‌شود، به‌طور مشابه، غرور و خودآگاهی نویسندگان را نسبت به سرزمینی که در آن ساکن بوده یا از آن آمده‌اند را می‌رساند.[۸۲]

### فارسی
- معتمدی، اسفندیار (۱۳۸۸).  شادی نجوان، ویراستار. تاریخ علم در ایران: از صفویه تا آخر قاجاریه. چاپ یکم. انتشارات مهاجر. ص. ۲۰ و ۳۸. شابک ۹۷۸-۹۶۴-۸۸۶۱-۹۹۰.
- جعفریان، رسول (۱۳۷۹). صفویه در عرصه دین، فرهنگ و سیاست. ج. یکم. قم: پژوهشگاه حوزه و دانشگاه. شابک ۹۷۸-۹۶۴-۹۳۹۰-۶۶-۶.
- جعفریان، رسول (۱۳۷۹). صفویه در عرصه دین، فرهنگ و سیاست. ج. ۲. قم: پژوهشگاه حوزه و دانشگاه. شابک ۹۷۸-۶۰۰-۵۴۸۶-۴۵-۲.
- جعفریان، رسول (۱۳۷۹). صفویه در عرصه دین، فرهنگ و سیاست. ج. ۳. قم: پژوهشگاه حوزه و دانشگاه. شابک ۹۷۸-۶۰۰-۵۴۸۶-۴۶-۹.
- رحیم‌لو، یوسف (۱۳۹۳). «ایران در عصر صفویه».  در صادق سجادی. تاریخ جامع ایران. ج. دهم. تهران: مرکز دائرةالمعارف بزرگ اسلامی. صص. ۶۸۵–۷۸۱. شابک ۹۷۸-۶۰۰-۶۳۲۶-۴۴-۳.
- رحیم‌لو، یوسف (۱۳۹۳). «دنبالهٔ ایران در عصر صفویه».  در صادق سجادی. تاریخ جامع ایران. ج. یازدهم. تهران: مرکز دائرةالمعارف بزرگ اسلامی. شابک ۹۷۸-۶۰۰-۶۳۲۶-۴۵-۰.
- رربورن، کلاوس میشائیل (۱۳۸۳) [۱۳۴۹]. نظام ایالات در دوره صفویه. ترجمهٔ کیکاووس جهانداری. تهران: انتشارات علمی و فرهنگی. شابک ۹۷۸-۹۶۴-۴۴۵۵-۹۲-۶.
- سیوری، راجر (۱۳۸۹). ایران عصر صفوی. چاپ نوزدهم. ترجمهٔ کامبیز عزیزی. تهران: نشر مرکز. شابک ۹۶۴-۳۰۵-۱۲۷-۷.
- صفاکیش، حمیدرضا (۱۳۹۰). صفویان در گذرگاه تاریخ. تهران: انتشارات سخن. شابک ۹۷۸-۹۶۴-۳۷۲-۵۳۸-۹.
- نوایی، عبدالحسین؛ غفاری‌فرد، عباسقلی (۱۳۹۲). تاریخ تحولات سیاسی، اجتماعی، اقتصادی و فرهنگی ایران در دوران صفویه. تهران: سازمان مطالعه و تدوین کتب علوم انسانی دانشگاه‌ها.
- ونیزیان (۱۳۸۱). سفرنامه‌های ونیزیان در ایران. چاپ دوم. ترجمهٔ منوچهر امیری. تهران: انتشارات خوارزمی. شابک ۹۶۴-۴۸۷-۰۶۵-۴.

### انگلیسی
- Amanat, Abbas (1997). Pivot of the Universe: Nasir Al-Din Shah Qajar and the Iranian Monarchy, 1831–1896. I.B. Tauris. ISBN 978-1-84511-828-0.
- Amanat, Abbas (2017). Iran: A Modern History. Yale University Press. ISBN 978-0-300-11254-2.
- Amanat, Abbas (2019). "Remembering the Persianate".  In Amanat, Abbas; Ashraf, Assef (eds.). The Persianate World: Rethinking a Shared Sphere. Brill. pp. 15–62. ISBN 978-90-04-38728-7.
- Ashraf, Assef (2024). Making and Remaking Empire in Early Qajar Iran. Cambridge University Press. ISBN 978-1-00-936155-2.
- Blow, David (2009). Shah Abbas: The Ruthless King Who Became an Iranian Legend. I.B. Tauris. ISBN 978-0-85771-676-7.
- Bang, Peter Fibiger; Bayly, C. A.; Scheidel, Walter (2020). The Oxford World History of Empire: Volume One: The Imperial Experience (به انگلیسی). Oxford University Press. pp. 92–94. ISBN 978-0-19-977311-4.
- Lockhart, Laurence; Jackson, Peter, eds. (1986). The Cambridge History of Iran, Volume 6: The Timurid and Safavid Periods. Cambridge: Cambridge University Press. ISBN 0-521-20094-6.
- Khanbaghi, Aptin (2006). The Fire, the Star and the Cross: Minority Religions in Medieval and Early Modern Iran. I.B. Tauris. ISBN 978-1-84511-056-7.
- Matthee, Rudi (2009). "Was Safavid Iran an Empire?". Journal of the Economic and Social History of the Orient. Brill. 53 (1–2): 233–265. doi:10.1163/002249910X12573963244449.
- Matthee, Rudi (2008). "SAFAVID DYNASTY". Encyclopædia Iranica (به انگلیسی). Archived from the original on 2012-11-12. Retrieved 2013-06-02.
- Mikaberidze, Alexander (2015). Historical Dictionary of Georgia (2 ed.). Rowman & Littlefield. ISBN 978-1-4422-4146-6.
- Savory, Roger (1974). "The Safavid State and Polity". Iranian Studies. Cambridge University Press. 28 (1/2): 179–212. doi:10.1080/00210867408701463. JSTOR 4310161. (نیازمند ثبت‌نام)
- Savory, Roger (2007). Iran under the Safavids. Cambridge University Press. ISBN 978-0-521-04251-2.
- Sicker, Martin (2001). The Islamic World in Decline: From the Treaty of Karlowitz to the Disintegration of the Ottoman Empire. Greenwood Publishing Group. ISBN 978-0-275-96891-5.